# Olympische Geschichte Bulgariens
| Gelbes Symbol für Goldmedaillen mit stilisierten Olympischen Ringen | Graues Symbol für Silbermedaillen mit stilisierten Olympischen Ringen | Braundes Symbol für Bronzemedaillen mit stilisierten Olympischen Ringen |
| ------------------------------------------------------------------- | --------------------------------------------------------------------- | ----------------------------------------------------------------------- |
| 52                                                                  | 89                                                                    | 83                                                                      |

Bulgarien (bzw. bis 1908 Fürstentum Bulgarien, 1908 bis 1946 Zarentum Bulgarien und von 1946 bis 1990 Volksrepublik Bulgarien) nimmt seit 1896 mit Unterbrechungen an Olympischen Sommerspielen teil. 1932 und 1948 wurde keine Olympiamannschaft aufgeboten, 1984 beteiligte sich Bulgarien am Boykott der Olympischen Sommerspiele von Los Angeles. Bei Winterspielen ist Bulgarien seit 1936 vertreten. Jugendliche Athleten zu allen bislang ausgetragenen Olympischen Jugendspielen im Sommer und Winter geschickt.
Das Nationale Olympische Komitee ist das Balgarski Olimpiyski Komitet. Es wurde 1923 gegründet und 1924 vom IOC anerkannt.

## Allgemeines

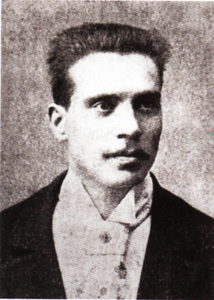
Charles Champaud

Bulgariens Olympiadebüt kam schon 1896 in Athen bei den ersten Olympischen Spielen der Neuzeit zu Stande. Der Schweizer Turner Charles Champaud lebte in Bulgarien und arbeitete dort als Sportlehrer. In Athen startete er für Bulgarien in drei Disziplinen des Turnens. Seine Lebensdaten sind unbekannt, aus den Berichten geht nicht hervor, für welches Land er letztendlich antrat. Dennoch führt ihn das IOC als Bulgaren mit dem Namen Charles Shampov. Somit gehört Bulgarien offiziell zu den ersten Nationen, die an Olympischen Spielen der Neuzeit teilnahmen. Die ersten bulgarischen Frauen bei Olympischen Spielen waren am 22. Juli 1952 in Helsinki die Turnerinnen Swetanka Stantschewa, Iwanka Dolschewa, Saltirka Spasowa, Wasilka Stantschewa, Raina Grigorowa, Jordanka Jowkowa, Stojanka Angelowa und Penka Prisadaschka.
Die erste Teilnahme an Olympischen Winterspielen fand 1936 statt. Die ersten bulgarischen Wintersportler waren am 7. Februar 1936 in Garmisch-Partenkirchen die Skirennfahrer Borislaw Jordanow, Asen Zankow und Bojan Dimitrow. Die erste Frau Bulgariens bei Winterspielen war am 28. Januar 1956 die Skilangläuferin Maria Dimowa.
Die erste olympische Medaille war eine Bronzemedaille. Sie wurde 1952 von dem Boxer Boris Nikolow im Mittelgewicht gewonnen. 1956 wurde der Freistilringer Nikola Stantschew mit seinem Sieg im Mittelgewicht der erste bulgarische Olympiasieger. Die erste Frau des Landes mit einer Olympiamedaille war 1972 Diana Jorgowa, die Silber im Weitsprung gewann. Die erste Olympiasiegerin war 1976 die Leichtathletin Iwanka Christowa, die das Kugelstoßen gewann.

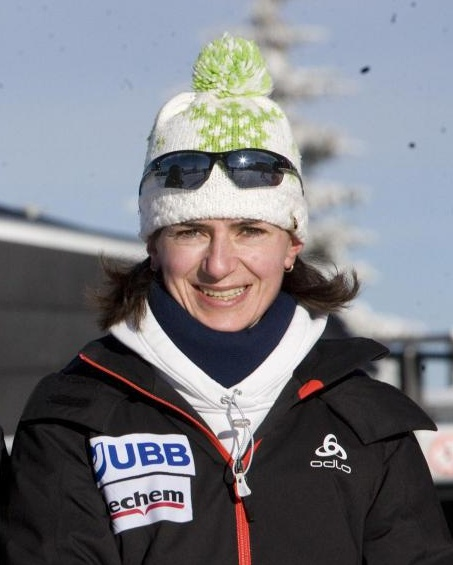
Ekaterina Dafowska

Die erste Medaille bei Winterspielen gewann ein Skilangläufer. 1980 holte Iwan Lebanow Bronze über 30 Kilometer. Der erste Winterolympiasieg gelang einer Frau. Die Biathletin Ekaterina Dafowska gewann 1998 Gold über 15 Kilometer.
Bulgarien hat eine Sportlerin, die sowohl bei Sommer- als auch bei Winterspielen antrat. Die Shorttrackerin Ewgenija Radanowa nahm von 1994 bis 2010 an fünf Winterspielen teil und gewann zwei Silber- und eine Bronzemedaille. 2004 nahm sie an den Sommerspielen von Athen im Bahnradsport teil.
Bulgariens erfolgreichste Sportart ist das Ringen. Hier wurden 69 Medaillen gewonnen, 16 Gold-, 32 Silber- und 21 Bronzemedaillen. Hiermit liegt Bulgarien auf Platz 6. Auch im Gewichtheben mit insgesamt 37 Medaillen, davon 12 Olympiasiegen, ist Bulgarien eine der Topnationen, hier liegt man im Medaillenspiegel sogar auf Platz 4.
Bulgarien war 1896 mit einem Sportler vertreten. 1924 ging schon 24 Athleten an den Start. 1968 waren erstmals mehr als 100 Sportler im Einsatz. Zu den Sommerspielen von Moskau reisten 1980 271 Athleten, die bislang größte bulgarische Olympiamannschaft. Die größte Mannschaft bei Winterspielen mit 30 Athleten ging 1992 in Albertville an den Start.
Von der Anzahl der Medaillen her waren die Sommerspiele von Moskau 1980 die erfolgreichsten Spiele für Bulgarien. Insgesamt konnten 41 Medaillen gewonnen werden, im Medaillenspiegel lag man damit auf Platz 3. Die meisten Olympiasiege gelangen 1988 in Seoul. 10 Goldmedaillen (gegenüber acht in Moskau) wurden gewonnen. Die meisten Medaillen bei Winterspielen gab es 2002 in Salt Lake City. Eine Silber- und zwei Bronzemedaillen konnten gewonnen werden.

## Bewerbungen für die Ausrichtung Olympischer Spiele
Die bulgarische Hauptstadt Sofia bewarb sich drei Mal um die Ausrichtung Olympischer Winterspiele. Bei der ersten Bewerbung für die Ausrichtung der 16. Olympischen Winterspiele 1992 verlor man auf der 91. IOC-Session in Lausanne erst im fünften und letzten Wahlgang gegen die französische Gemeinde Albertville. Bei der Bewerbung für die Ausrichtung der 17. Olympischen Winterspiele 1994 scheiterte man auf der 94. IOC-Session in Seoul schon im ersten Wahlgang. Die Bewerbung für die Ausrichtung der 22. Olympischen Winterspiele 2014 wurde vom IOC nicht akzeptiert.

## Übersicht der Teilnahmen

### Sommerspiele
| Jahr      | Athleten                                                     | Athleten                                                     | Athleten                                                     | Sportarten                                                   | Sportarten                                                   | Sportarten                                                   | Sportarten                                                   | Sportarten                                                   | Sportarten                                                   | Sportarten                                                   | Sportarten                                                   | Sportarten                                                   | Sportarten                                                   | Sportarten                                                   | Sportarten                                                   | Sportarten                                                   | Sportarten                                                   | Sportarten                                                   | Sportarten                                                   | Sportarten                                                   | Sportarten                                                   | Sportarten                                                   | Sportarten                                                   | Sportarten                                                   | Sportarten                                                   | Sportarten                                                   | Sportarten                                                   | Sportarten                                                   | Sportarten                                                   | Sportarten                                                   | Sportarten                                                   | Medaillen                                                    | Medaillen                                                    | Medaillen                                                    | Medaillen                                                    | Rang                                                         |
| Jahr      | ∑                                                            |                                                              |                                                              |                                                              |                                                              |                                                              |                                                              |                                                              |                                                              |                                                              |                                                              |                                                              |                                                              |                                                              |                                                              |                                                              |                                                              |                                                              |                                                              |                                                              |                                                              |                                                              |                                                              |                                                              |                                                              |                                                              |                                                              |                                                              |                                                              |                                                              |                                                              |                                                              |                                                              |                                                              | Medaillen – Gesamt                                           | Rang                                                         |
| --------- | ------------------------------------------------------------ | ------------------------------------------------------------ | ------------------------------------------------------------ | ------------------------------------------------------------ | ------------------------------------------------------------ | ------------------------------------------------------------ | ------------------------------------------------------------ | ------------------------------------------------------------ | ------------------------------------------------------------ | ------------------------------------------------------------ | ------------------------------------------------------------ | ------------------------------------------------------------ | ------------------------------------------------------------ | ------------------------------------------------------------ | ------------------------------------------------------------ | ------------------------------------------------------------ | ------------------------------------------------------------ | ------------------------------------------------------------ | ------------------------------------------------------------ | ------------------------------------------------------------ | ------------------------------------------------------------ | ------------------------------------------------------------ | ------------------------------------------------------------ | ------------------------------------------------------------ | ------------------------------------------------------------ | ------------------------------------------------------------ | ------------------------------------------------------------ | ------------------------------------------------------------ | ------------------------------------------------------------ | ------------------------------------------------------------ | ------------------------------------------------------------ | ------------------------------------------------------------ | ------------------------------------------------------------ | ------------------------------------------------------------ | ------------------------------------------------------------ | ------------------------------------------------------------ |
| 1896      | 1                                                            | 1                                                            | 0                                                            |                                                              |                                                              |                                                              |                                                              |                                                              |                                                              |                                                              |                                                              |                                                              |                                                              |                                                              |                                                              |                                                              |                                                              |                                                              |                                                              |                                                              |                                                              |                                                              |                                                              |                                                              |                                                              |                                                              |                                                              | 1                                                            |                                                              |                                                              |                                                              |                                                              |                                                              |                                                              |                                                              |                                                              |
| 1900–1920 | nicht teilgenommen                                           | nicht teilgenommen                                           | nicht teilgenommen                                           | nicht teilgenommen                                           | nicht teilgenommen                                           | nicht teilgenommen                                           | nicht teilgenommen                                           | nicht teilgenommen                                           | nicht teilgenommen                                           | nicht teilgenommen                                           | nicht teilgenommen                                           | nicht teilgenommen                                           | nicht teilgenommen                                           | nicht teilgenommen                                           | nicht teilgenommen                                           | nicht teilgenommen                                           | nicht teilgenommen                                           | nicht teilgenommen                                           | nicht teilgenommen                                           | nicht teilgenommen                                           | nicht teilgenommen                                           | nicht teilgenommen                                           | nicht teilgenommen                                           | nicht teilgenommen                                           | nicht teilgenommen                                           | nicht teilgenommen                                           | nicht teilgenommen                                           | nicht teilgenommen                                           | nicht teilgenommen                                           | nicht teilgenommen                                           | nicht teilgenommen                                           | nicht teilgenommen                                           | nicht teilgenommen                                           | nicht teilgenommen                                           | nicht teilgenommen                                           | nicht teilgenommen                                           |
| 1924      | 24                                                           | 24                                                           | 0                                                            |                                                              |                                                              |                                                              |                                                              |                                                              |                                                              | 11                                                           |                                                              |                                                              |                                                              |                                                              | 4                                                            |                                                              | 7                                                            | 2                                                            |                                                              |                                                              |                                                              |                                                              |                                                              |                                                              |                                                              |                                                              |                                                              |                                                              |                                                              |                                                              |                                                              |                                                              |                                                              |                                                              |                                                              |                                                              |
| 1928      | 5                                                            | 5                                                            | 0                                                            |                                                              |                                                              |                                                              |                                                              | 2                                                            |                                                              |                                                              |                                                              |                                                              |                                                              |                                                              |                                                              |                                                              |                                                              | 3                                                            |                                                              |                                                              |                                                              |                                                              |                                                              |                                                              |                                                              |                                                              |                                                              |                                                              |                                                              |                                                              |                                                              |                                                              |                                                              |                                                              |                                                              |                                                              |
| 1932      | nicht teilgenommen, zwei Teilnehmer in den Kunstwettbewerben | nicht teilgenommen, zwei Teilnehmer in den Kunstwettbewerben | nicht teilgenommen, zwei Teilnehmer in den Kunstwettbewerben | nicht teilgenommen, zwei Teilnehmer in den Kunstwettbewerben | nicht teilgenommen, zwei Teilnehmer in den Kunstwettbewerben | nicht teilgenommen, zwei Teilnehmer in den Kunstwettbewerben | nicht teilgenommen, zwei Teilnehmer in den Kunstwettbewerben | nicht teilgenommen, zwei Teilnehmer in den Kunstwettbewerben | nicht teilgenommen, zwei Teilnehmer in den Kunstwettbewerben | nicht teilgenommen, zwei Teilnehmer in den Kunstwettbewerben | nicht teilgenommen, zwei Teilnehmer in den Kunstwettbewerben | nicht teilgenommen, zwei Teilnehmer in den Kunstwettbewerben | nicht teilgenommen, zwei Teilnehmer in den Kunstwettbewerben | nicht teilgenommen, zwei Teilnehmer in den Kunstwettbewerben | nicht teilgenommen, zwei Teilnehmer in den Kunstwettbewerben | nicht teilgenommen, zwei Teilnehmer in den Kunstwettbewerben | nicht teilgenommen, zwei Teilnehmer in den Kunstwettbewerben | nicht teilgenommen, zwei Teilnehmer in den Kunstwettbewerben | nicht teilgenommen, zwei Teilnehmer in den Kunstwettbewerben | nicht teilgenommen, zwei Teilnehmer in den Kunstwettbewerben | nicht teilgenommen, zwei Teilnehmer in den Kunstwettbewerben | nicht teilgenommen, zwei Teilnehmer in den Kunstwettbewerben | nicht teilgenommen, zwei Teilnehmer in den Kunstwettbewerben | nicht teilgenommen, zwei Teilnehmer in den Kunstwettbewerben | nicht teilgenommen, zwei Teilnehmer in den Kunstwettbewerben | nicht teilgenommen, zwei Teilnehmer in den Kunstwettbewerben | nicht teilgenommen, zwei Teilnehmer in den Kunstwettbewerben | nicht teilgenommen, zwei Teilnehmer in den Kunstwettbewerben | nicht teilgenommen, zwei Teilnehmer in den Kunstwettbewerben | nicht teilgenommen, zwei Teilnehmer in den Kunstwettbewerben | nicht teilgenommen, zwei Teilnehmer in den Kunstwettbewerben | nicht teilgenommen, zwei Teilnehmer in den Kunstwettbewerben | nicht teilgenommen, zwei Teilnehmer in den Kunstwettbewerben | nicht teilgenommen, zwei Teilnehmer in den Kunstwettbewerben | nicht teilgenommen, zwei Teilnehmer in den Kunstwettbewerben | nicht teilgenommen, zwei Teilnehmer in den Kunstwettbewerben |
| 1936      | 26                                                           | 26                                                           | 0                                                            |                                                              |                                                              |                                                              |                                                              |                                                              | 1                                                            |                                                              |                                                              |                                                              |                                                              |                                                              | 2                                                            |                                                              | 10                                                           | 3                                                            |                                                              |                                                              |                                                              | 1                                                            |                                                              |                                                              |                                                              |                                                              |                                                              | 7                                                            |                                                              |                                                              |                                                              |                                                              |                                                              |                                                              |                                                              |                                                              |
| 1948      | nicht teilgenommen                                           | nicht teilgenommen                                           | nicht teilgenommen                                           | nicht teilgenommen                                           | nicht teilgenommen                                           | nicht teilgenommen                                           | nicht teilgenommen                                           | nicht teilgenommen                                           | nicht teilgenommen                                           | nicht teilgenommen                                           | nicht teilgenommen                                           | nicht teilgenommen                                           | nicht teilgenommen                                           | nicht teilgenommen                                           | nicht teilgenommen                                           | nicht teilgenommen                                           | nicht teilgenommen                                           | nicht teilgenommen                                           | nicht teilgenommen                                           | nicht teilgenommen                                           | nicht teilgenommen                                           | nicht teilgenommen                                           | nicht teilgenommen                                           | nicht teilgenommen                                           | nicht teilgenommen                                           | nicht teilgenommen                                           | nicht teilgenommen                                           | nicht teilgenommen                                           | nicht teilgenommen                                           | nicht teilgenommen                                           | nicht teilgenommen                                           | nicht teilgenommen                                           | nicht teilgenommen                                           | nicht teilgenommen                                           | nicht teilgenommen                                           | nicht teilgenommen                                           |
| 1952      | 63                                                           | 54                                                           | 9                                                            |                                                              | 14                                                           |                                                              |                                                              | 4                                                            |                                                              | 11                                                           |                                                              |                                                              |                                                              |                                                              | 4                                                            |                                                              | 5                                                            | 3                                                            |                                                              |                                                              |                                                              | 6                                                            |                                                              |                                                              |                                                              |                                                              |                                                              | 16                                                           |                                                              |                                                              |                                                              |                                                              |                                                              | 1                                                            | 1                                                            | 40                                                           |
| 1956      | 47                                                           | 44                                                           | 3                                                            |                                                              | 11                                                           |                                                              |                                                              | 2                                                            |                                                              | 14                                                           | 2                                                            |                                                              |                                                              |                                                              |                                                              |                                                              |                                                              | 4                                                            |                                                              | 8                                                            |                                                              |                                                              |                                                              |                                                              |                                                              |                                                              |                                                              | 6                                                            |                                                              |                                                              |                                                              | 1                                                            | 3                                                            | 1                                                            | 5                                                            | 19                                                           |
| 1960      | 98                                                           | 89                                                           | 9                                                            |                                                              | 12                                                           |                                                              |                                                              | 6                                                            | 2                                                            | 15                                                           | 7                                                            |                                                              | 5                                                            |                                                              | 8                                                            |                                                              | 5                                                            | 5                                                            |                                                              | 16                                                           |                                                              | 5                                                            |                                                              |                                                              |                                                              |                                                              |                                                              | 12                                                           |                                                              |                                                              |                                                              | 1                                                            | 3                                                            | 3                                                            | 7                                                            | 15                                                           |
| 1964      | 63                                                           | 56                                                           | 7                                                            |                                                              |                                                              |                                                              |                                                              | 6                                                            |                                                              |                                                              | 5                                                            |                                                              | 2                                                            |                                                              | 9                                                            |                                                              | 1                                                            |                                                              |                                                              | 16                                                           |                                                              | 4                                                            |                                                              |                                                              |                                                              |                                                              |                                                              | 8                                                            | 12                                                           |                                                              |                                                              | 3                                                            | 5                                                            | 2                                                            | 10                                                           | 11                                                           |
| 1968      | 112                                                          | 102                                                          | 10                                                           |                                                              | 12                                                           |                                                              |                                                              | 9                                                            |                                                              | 18                                                           | 5                                                            |                                                              | 3                                                            |                                                              | 9                                                            | 3                                                            |                                                              |                                                              |                                                              | 16                                                           | 5                                                            | 6                                                            | 3                                                            |                                                              |                                                              |                                                              |                                                              | 11                                                           | 12                                                           |                                                              |                                                              | 2                                                            | 4                                                            | 3                                                            | 9                                                            | 18                                                           |
| 1972      | 130                                                          | 106                                                          | 24                                                           |                                                              |                                                              |                                                              |                                                              | 9                                                            | 5                                                            |                                                              | 9                                                            |                                                              | 7                                                            |                                                              | 18                                                           | 3                                                            | 4                                                            | 4                                                            |                                                              | 20                                                           | 8                                                            | 5                                                            | 3                                                            |                                                              |                                                              |                                                              |                                                              | 12                                                           | 12                                                           | 11                                                           |                                                              | 6                                                            | 10                                                           | 5                                                            | 21                                                           | 9                                                            |
| 1976      | 158                                                          | 105                                                          | 53                                                           |                                                              | 12                                                           |                                                              |                                                              | 11                                                           | 5                                                            |                                                              | 9                                                            | 4                                                            | 12                                                           |                                                              | 19                                                           | 3                                                            | 6                                                            |                                                              |                                                              | 20                                                           | 33                                                           | 7                                                            | 5                                                            |                                                              |                                                              |                                                              |                                                              | 12                                                           |                                                              |                                                              |                                                              | 6                                                            | 9                                                            | 7                                                            | 22                                                           | 7                                                            |
| 1980      | 271                                                          | 183                                                          | 88                                                           |                                                              | 12                                                           |                                                              | 2                                                            | 11                                                           | 5                                                            |                                                              | 10                                                           | 4                                                            | 12                                                           |                                                              | 47                                                           | 3                                                            | 6                                                            | 11                                                           |                                                              | 20                                                           | 52                                                           | 11                                                           | 13                                                           | 5                                                            |                                                              |                                                              |                                                              | 12                                                           | 22                                                           | 11                                                           | 2                                                            | 8                                                            | 16                                                           | 17                                                           | 41                                                           | 3                                                            |
| 1984      | nicht teilgenommen                                           | nicht teilgenommen                                           | nicht teilgenommen                                           | nicht teilgenommen                                           | nicht teilgenommen                                           | nicht teilgenommen                                           | nicht teilgenommen                                           | nicht teilgenommen                                           | nicht teilgenommen                                           | nicht teilgenommen                                           | nicht teilgenommen                                           | nicht teilgenommen                                           | nicht teilgenommen                                           | nicht teilgenommen                                           | nicht teilgenommen                                           | nicht teilgenommen                                           | nicht teilgenommen                                           | nicht teilgenommen                                           | nicht teilgenommen                                           | nicht teilgenommen                                           | nicht teilgenommen                                           | nicht teilgenommen                                           | nicht teilgenommen                                           | nicht teilgenommen                                           | nicht teilgenommen                                           | nicht teilgenommen                                           | nicht teilgenommen                                           | nicht teilgenommen                                           | nicht teilgenommen                                           | nicht teilgenommen                                           | nicht teilgenommen                                           | nicht teilgenommen                                           | nicht teilgenommen                                           | nicht teilgenommen                                           | nicht teilgenommen                                           | nicht teilgenommen                                           |
| 1988      | 172                                                          | 104                                                          | 68                                                           |                                                              | 12                                                           |                                                              |                                                              | 11                                                           | 5                                                            |                                                              | 6                                                            | 5                                                            | 12                                                           |                                                              | 22                                                           |                                                              |                                                              |                                                              | 2                                                            | 20                                                           | 35                                                           | 6                                                            | 8                                                            |                                                              |                                                              | 2                                                            | 2                                                            | 12                                                           | 12                                                           |                                                              |                                                              | 10                                                           | 12                                                           | 13                                                           | 35                                                           | 7                                                            |
| 1992      | 138                                                          | 87                                                           | 51                                                           | 7                                                            |                                                              |                                                              | 1                                                            | 7                                                            |                                                              |                                                              | 10                                                           | 5                                                            | 11                                                           |                                                              | 21                                                           | 2                                                            | 1                                                            | 1                                                            | 2                                                            | 20                                                           | 15                                                           | 13                                                           | 5                                                            |                                                              |                                                              | 3                                                            | 1                                                            | 12                                                           |                                                              |                                                              | 1                                                            | 3                                                            | 7                                                            | 6                                                            | 16                                                           | 18                                                           |
| 1996      | 110                                                          | 74                                                           | 36                                                           | 3                                                            |                                                              |                                                              | 1                                                            | 6                                                            | 3                                                            |                                                              | 10                                                           | 1                                                            | 11                                                           |                                                              | 17                                                           |                                                              |                                                              |                                                              | 8                                                            | 12                                                           | 5                                                            | 9                                                            | 1                                                            |                                                              |                                                              | 2                                                            |                                                              | 8                                                            | 12                                                           |                                                              | 1                                                            | 3                                                            | 7                                                            | 5                                                            | 15                                                           | 22                                                           |
| 2000      | 91                                                           | 52                                                           | 39                                                           | 4                                                            |                                                              | 2                                                            |                                                              | 3                                                            |                                                              |                                                              | 9                                                            | 2                                                            | 7                                                            |                                                              | 22                                                           | 1                                                            |                                                              | 3                                                            | 7                                                            | 8                                                            | 4                                                            | 6                                                            | 6                                                            | 1                                                            |                                                              |                                                              |                                                              | 6                                                            |                                                              |                                                              |                                                              | 5                                                            | 6                                                            | 2                                                            | 13                                                           | 16                                                           |
| 2004      | 95                                                           | 49                                                           | 46                                                           | 2                                                            |                                                              | 2                                                            | 1                                                            | 5                                                            |                                                              |                                                              | 9                                                            | 2                                                            | 7                                                            |                                                              | 19                                                           |                                                              | 3                                                            | 1                                                            | 8                                                            | 13                                                           | 6                                                            | 3                                                            | 8                                                            | 2                                                            |                                                              | 1                                                            |                                                              | 3                                                            |                                                              |                                                              |                                                              | 2                                                            | 1                                                            | 9                                                            | 12                                                           | 33                                                           |
| 2008      | 70                                                           | 43                                                           | 27                                                           | 1                                                            |                                                              |                                                              | 1                                                            | 2                                                            |                                                              |                                                              |                                                              |                                                              | 2                                                            |                                                              | 15                                                           |                                                              | 2                                                            |                                                              | 8                                                            | 12                                                           | 3                                                            | 4                                                            | 4                                                            | 1                                                            |                                                              | 1                                                            |                                                              | 2                                                            | 12                                                           |                                                              |                                                              | 1                                                            | 1                                                            | 3                                                            | 5                                                            | 42                                                           |
| 2012      | 63                                                           | 37                                                           | 26                                                           | 1                                                            |                                                              |                                                              | 1                                                            | 4                                                            | 1                                                            |                                                              | 2                                                            | 1                                                            | 1                                                            |                                                              | 8                                                            |                                                              | 2                                                            |                                                              | 7                                                            | 9                                                            |                                                              | 4                                                            | 4                                                            | 2                                                            |                                                              | 2                                                            |                                                              | 2                                                            | 12                                                           |                                                              |                                                              |                                                              | 2                                                            | 1                                                            | 3                                                            | 63                                                           |
| 2016      | 50                                                           | 29                                                           | 21                                                           | 3                                                            |                                                              |                                                              |                                                              | 3                                                            | 1                                                            |                                                              |                                                              | 2                                                            | 2                                                            |                                                              | 10                                                           | 1                                                            | 1                                                            |                                                              | 6                                                            | 11                                                           | 2                                                            | 3                                                            | 3                                                            |                                                              |                                                              | 2                                                            |                                                              |                                                              |                                                              |                                                              |                                                              |                                                              | 1                                                            | 2                                                            | 3                                                            | 65                                                           |
| 2020      | 42                                                           | 14                                                           | 28                                                           | 3                                                            |                                                              |                                                              |                                                              | 3                                                            |                                                              |                                                              | 2                                                            | 3                                                            | 1                                                            | 1                                                            | 5                                                            |                                                              |                                                              |                                                              | 7                                                            | 7                                                            |                                                              | 3                                                            | 5                                                            |                                                              |                                                              |                                                              | 1                                                            | 1                                                            |                                                              |                                                              |                                                              | 3                                                            | 1                                                            | 2                                                            | 6                                                            | 30                                                           |
| 2024      | 46                                                           | 21                                                           | 25                                                           | 3                                                            |                                                              |                                                              |                                                              | 5                                                            | 1                                                            |                                                              | 3                                                            | 2                                                            | 1                                                            |                                                              | 5                                                            | 1                                                            |                                                              |                                                              | 7                                                            | 6                                                            | 2                                                            | 2                                                            | 4                                                            |                                                              | 1                                                            | 1                                                            |                                                              | 2                                                            |                                                              |                                                              |                                                              | 3                                                            | 1                                                            | 3                                                            | 7                                                            | 26                                                           |
| Gesamt    | Gesamt                                                       | Gesamt                                                       | Gesamt                                                       | Gesamt                                                       | Gesamt                                                       | Gesamt                                                       | Gesamt                                                       | Gesamt                                                       | Gesamt                                                       | Gesamt                                                       | Gesamt                                                       | Gesamt                                                       | Gesamt                                                       | Gesamt                                                       | Gesamt                                                       | Gesamt                                                       | Gesamt                                                       | Gesamt                                                       | Gesamt                                                       | Gesamt                                                       | Gesamt                                                       | Gesamt                                                       | Gesamt                                                       | Gesamt                                                       | Gesamt                                                       | Gesamt                                                       | Gesamt                                                       | Gesamt                                                       | Gesamt                                                       | Gesamt                                                       | Gesamt                                                       | 57                                                           | 89                                                           | 85                                                           | 231                                                          |                                                              |

### Winterspiele
| Jahr      | Athleten           | Athleten           | Athleten           | Sportarten         | Sportarten         | Sportarten         | Sportarten         | Sportarten         | Sportarten         | Sportarten         | Sportarten         | Sportarten         | Sportarten         | Sportarten         | Sportarten         | Sportarten         | Sportarten         | Medaillen          | Medaillen          | Medaillen          | Medaillen          | Rang               |
| Jahr      | ∑                  |                    |                    |                    |                    |                    |                    |                    |                    |                    |                    |                    |                    |                    |                    |                    |                    |                    |                    |                    | Medaillen – Gesamt | Rang               |
| --------- | ------------------ | ------------------ | ------------------ | ------------------ | ------------------ | ------------------ | ------------------ | ------------------ | ------------------ | ------------------ | ------------------ | ------------------ | ------------------ | ------------------ | ------------------ | ------------------ | ------------------ | ------------------ | ------------------ | ------------------ | ------------------ | ------------------ |
| 1924–1932 | nicht teilgenommen | nicht teilgenommen | nicht teilgenommen | nicht teilgenommen | nicht teilgenommen | nicht teilgenommen | nicht teilgenommen | nicht teilgenommen | nicht teilgenommen | nicht teilgenommen | nicht teilgenommen | nicht teilgenommen | nicht teilgenommen | nicht teilgenommen | nicht teilgenommen | nicht teilgenommen | nicht teilgenommen | nicht teilgenommen | nicht teilgenommen | nicht teilgenommen | nicht teilgenommen | nicht teilgenommen |
| 1936      | 7                  | 7                  | 0                  |                    |                    |                    |                    |                    |                    |                    |                    |                    |                    | 3                  | 4                  |                    |                    |                    |                    |                    |                    |                    |
| 1948      | 4                  | 4                  | 0                  |                    |                    |                    |                    |                    |                    |                    | 1                  |                    |                    | 2                  | 2                  |                    |                    |                    |                    |                    |                    |                    |
| 1952      | 10                 | 10                 | 0                  |                    |                    |                    |                    |                    |                    |                    |                    |                    |                    | 4                  | 6                  |                    |                    |                    |                    |                    |                    |                    |
| 1956      | 7                  | 6                  | 1                  |                    |                    |                    |                    |                    |                    |                    |                    |                    |                    | 3                  | 4                  |                    |                    |                    |                    |                    |                    |                    |
| 1960      | 7                  | 4                  | 3                  |                    |                    |                    |                    |                    |                    |                    |                    |                    |                    | 3                  | 4                  |                    |                    |                    |                    |                    |                    |                    |
| 1964      | 7                  | 3                  | 4                  |                    |                    |                    |                    |                    |                    |                    |                    |                    |                    | 1                  | 6                  |                    |                    |                    |                    |                    |                    |                    |
| 1968      | 6                  | 2                  | 4                  |                    |                    |                    |                    |                    |                    |                    |                    |                    |                    | 1                  | 5                  |                    |                    |                    |                    |                    |                    |                    |
| 1972      | 4                  | 4                  | 0                  |                    |                    |                    |                    |                    |                    |                    |                    |                    |                    | 2                  | 2                  |                    |                    |                    |                    |                    |                    |                    |
| 1976      | 29                 | 29                 | 0                  | 2                  |                    |                    | 18                 |                    |                    |                    |                    |                    |                    | 5                  | 4                  |                    |                    |                    |                    |                    |                    |                    |
| 1980      | 8                  | 8                  | 0                  | 2                  |                    |                    |                    |                    |                    |                    |                    |                    |                    | 4                  | 2                  |                    |                    |                    |                    | 1                  | 1                  | 17                 |
| 1984      | 16                 | 15                 | 1                  | 3                  |                    |                    |                    | 2                  |                    |                    |                    |                    |                    | 4                  | 4                  | 3                  |                    |                    |                    |                    |                    |                    |
| 1988      | 26                 | 24                 | 2                  | 5                  | 5                  |                    |                    | 2                  |                    |                    |                    | 3                  |                    | 4                  | 5                  | 2                  |                    |                    |                    |                    |                    |                    |
| 1992      | 30                 | 22                 | 8                  | 10                 | 5                  |                    |                    | 1                  |                    |                    |                    | 3                  |                    | 3                  | 6                  | 3                  |                    |                    |                    |                    |                    |                    |
| 1994      | 17                 | 10                 | 7                  | 5                  | 2                  |                    |                    | 1                  |                    |                    |                    | 2                  | 1                  | 2                  | 4                  |                    |                    |                    |                    |                    |                    |                    |
| 1998      | 19                 | 8                  | 11                 | 5                  |                    |                    |                    | 4                  |                    |                    |                    |                    | 2                  | 5                  | 2                  |                    | 1                  | 1                  |                    |                    | 1                  | 15                 |
| 2002      | 23                 | 13                 | 10                 | 5                  | 2                  |                    |                    | 3                  |                    |                    |                    |                    | 7                  | 3                  | 2                  | 1                  |                    |                    | 1                  | 2                  | 3                  | 20                 |
| 2006      | 21                 | 11                 | 10                 | 6                  |                    |                    |                    | 5                  |                    |                    |                    | 1                  | 1                  | 4                  | 1                  | 2                  | 1                  |                    | 1                  |                    | 1                  | 21                 |
| 2010      | 19                 | 12                 | 7                  | 6                  |                    |                    |                    |                    |                    |                    |                    | 2                  | 3                  | 3                  | 3                  |                    | 2                  |                    |                    |                    |                    |                    |
| 2014      | 18                 | 13                 | 5                  | 6                  |                    |                    |                    |                    |                    |                    |                    | 1                  |                    | 4                  | 4                  | 1                  | 2                  |                    |                    |                    |                    |                    |
| 2018      | 21                 | 12                 | 9                  | 10                 |                    |                    |                    |                    |                    |                    |                    | 1                  |                    | 3                  | 3                  | 1                  | 3                  |                    |                    |                    |                    |                    |
| 2022      | 15                 | 9                  | 6                  | 8                  |                    |                    |                    | 1                  |                    |                    |                    | 1                  |                    | 3                  |                    | 1                  | 1                  |                    |                    |                    |                    |                    |
| Gesamt    | Gesamt             | Gesamt             | Gesamt             | Gesamt             | Gesamt             | Gesamt             | Gesamt             | Gesamt             | Gesamt             | Gesamt             | Gesamt             | Gesamt             | Gesamt             | Gesamt             | Gesamt             | Gesamt             | Gesamt             | 1                  | 2                  | 3                  | 6                  |                    |

### Jugend-Sommerspiele
| Jahr   | Athleten | Athleten | Athleten | Sportarten | Sportarten | Sportarten | Sportarten | Sportarten | Sportarten | Sportarten | Sportarten | Sportarten | Sportarten | Sportarten | Sportarten | Sportarten | Sportarten | Sportarten | Sportarten | Sportarten | Sportarten | Sportarten | Medaillen | Medaillen | Medaillen | Medaillen          | Rang |
| Jahr   | ∑        |          |          |            |            |            |            |            |            |            |            |            |            |            |            |            |            |            |            |            |            |            |           |           |           | Medaillen – Gesamt | Rang |
| ------ | -------- | -------- | -------- | ---------- | ---------- | ---------- | ---------- | ---------- | ---------- | ---------- | ---------- | ---------- | ---------- | ---------- | ---------- | ---------- | ---------- | ---------- | ---------- | ---------- | ---------- | ---------- | --------- | --------- | --------- | ------------------ | ---- |
| 2010   | 21       | 11       | 10       |            |            | 1          | 1          |            | 2          | 1          | 1          | 4          | 2          | 1          | 1          | 4          | 1          | 2          |            |            |            |            | 2         |           | 1         | 3                  | 31   |
| 2014   | 27       | 13       | 14       |            | 2          | 2          | 3          |            | 2          | 2          |            | 1          | 1          | 6          | 1          | 1          | 2          | 2          | 1          |            |            | 1          | 2         | 4         |           | 6                  | 27   |
| 2018   | 24       | 12       | 12       | 2          | 1          |            | 1          | 1          | 2          | 1          |            | 4          | 2          | 1          | 1          |            | 2          | 4          |            | 1          | 1          |            | 2         | 2         | 2         | 6                  | 34   |
| Gesamt | Gesamt   | Gesamt   | Gesamt   | Gesamt     | Gesamt     | Gesamt     | Gesamt     | Gesamt     | Gesamt     | Gesamt     | Gesamt     | Gesamt     | Gesamt     | Gesamt     | Gesamt     | Gesamt     | Gesamt     | Gesamt     | Gesamt     | Gesamt     | Gesamt     | Gesamt     | 6         | 6         | 3         | 15                 |      |

### Jugend-Winterspiele
| Jahr   | Athleten | Athleten | Athleten | Sportarten | Sportarten | Sportarten | Sportarten | Sportarten | Sportarten | Sportarten | Sportarten | Sportarten | Medaillen | Medaillen | Medaillen | Medaillen          | Rang |
| Jahr   | ∑        |          |          |            |            |            |            |            |            |            |            |            |           |           |           | Medaillen – Gesamt | Rang |
| ------ | -------- | -------- | -------- | ---------- | ---------- | ---------- | ---------- | ---------- | ---------- | ---------- | ---------- | ---------- | --------- | --------- | --------- | ------------------ | ---- |
| 2012   | 11       | 7        | 4        | 4          |            |            | 1          |            | 2          | 2          | 1          | 1          |           |           |           |                    |      |
| 2016   | 12       | 6        | 6        | 4          |            |            | 2          | 1          | 2          | 2          |            | 1          |           |           | 1         | 1                  | 28   |
| 2020   | 17       | 10       | 7        | 6          | 2          | 1          | 2          | 1          | 2          | 1          |            | 2          |           |           |           |                    |      |
| 2024   | 15       | 9        | 6        | 6          |            |            | 1          | 3          | 1          | 2          |            | 2          |           |           |           |                    |      |
| Gesamt | Gesamt   | Gesamt   | Gesamt   | Gesamt     | Gesamt     | Gesamt     | Gesamt     | Gesamt     | Gesamt     | Gesamt     | Gesamt     | Gesamt     | 0         | 0         | 1         | 1                  |      |

## Übersicht der Sportarten

### Sommerspiele

#### Badminton
| Gelbes Symbol für Goldmedaillen mit stilisierten Olympischen Ringen | Graues Symbol für Silbermedaillen mit stilisierten Olympischen Ringen | Braundes Symbol für Bronzemedaillen mit stilisierten Olympischen Ringen |
| ------------------------------------------------------------------- | --------------------------------------------------------------------- | ----------------------------------------------------------------------- |
| —                                                                   | —                                                                     | —                                                                       |

Badminton wurde 1992 olympische Sportart. Beim Olympiadebüt der Sportart nahmen auch die ersten bulgarischen Badmintonspieler teil. Im Dameneinzel scheiterten in der ersten Runde Neli Nedjalkowa an der Schweizerin Silvia Albrecht und Diana Kolewa an der Deutschen Katrin Schmidt. Am erfolgreichsten war 2004 Petja Nedeltschewa, die das Viertelfinale erreichte. 2016 besiegte Linda Setschiri in der Vorrunde die Schweizerin Sabrina Jaquet, verlor aber ihr Achtelfinalspiel und schied aus. Die Schwestern Gabriela und Stefani Stoewa besiegten in ihrer Vorrunde das deutsche Doppel Johanna Goliszewski und Carla Nelte, konnten sich jedoch nicht für das Viertelfinale qualifizieren.

#### Basketball
| Gelbes Symbol für Goldmedaillen mit stilisierten Olympischen Ringen | Graues Symbol für Silbermedaillen mit stilisierten Olympischen Ringen | Braundes Symbol für Bronzemedaillen mit stilisierten Olympischen Ringen |
| ------------------------------------------------------------------- | --------------------------------------------------------------------- | ----------------------------------------------------------------------- |
| —                                                                   | 1                                                                     | 1                                                                       |

Bulgarische Basketballer nahmen erstmals 1952 teil. In der Vorrunde wurde die Schweiz mit 69:58 besiegt. Das Team konnte sich für die Viertelfinalrunde qualifizieren, scheiterte dort jedoch mit nur einem Sieg in drei Spielen. Auch 1956 scheiterte Bulgarien in der Viertelfinalrunde. Zwei Siege in der Platzierungsrunde brachte die Mannschaft auf Platz 5. 1960 konnte die Mannschaft nur eines ihrer drei Vorrundenspiele gewinnen. Damit kam man in die Platzierungsgruppe für die Plätze 9 bis 16. Drei Niederlagen brachten das Team auf den 16. und letzten Platz.
Erst 1968 war Bulgarien wieder dabei. Platz 5 der Vorrunde bedeutete die Qualifikation für die Platzierungsrunde um die Plätze 9 bis 12. Das erste Spiel gegen Panama wurde gewonnen, die Niederlage gegen Puerto Rico brachte das Team auf Platz 10. 1976 war beim ersten Frauenturnier auch eine Frauenmannschaft aus Bulgarien dabei. Das Turnierfeld bestand aus sechs Mannschaften, jede Mannschaft spielte gegen jede. Bulgarien belegte Platz 3 punktgleich mit den USA, die jedoch das Spiel gegen Bulgarien gewonnen hatten. Das Frauenteam gewann somit die erste Olympiamedaille Bulgariens im Basketball.
1980 gewann die Frauenmannschaft Silber. Nach nur einer Niederlage in fünf Spielen erreichte das Team das Finale, das mit 73:104 gegen Gastgeber Sowjetunion verloren ging. 1988 schaffte die Mannschaft nur einen Sieg in drei Vorrundenspielen. Zwei Siege in der Platzierungsrunde brachten die Mannschaft auf Platz 5. Dies war das bislang letzte Mal, dass sich eine Basketballmannschaft aus Bulgarien für ein olympisches Turnier qualifizieren konnte.
| Name                      | Spiele      | Disziplin     | Anmerkung |
| ------------------------- | ----------- | ------------- | --------- |
| Frauen-Nationalmannschaft | 1980 Moskau | Frauenturnier |           |

| Name                      | Spiele        | Disziplin     | Anmerkung              |
| ------------------------- | ------------- | ------------- | ---------------------- |
| Frauen-Nationalmannschaft | 1976 Montreal | Frauenturnier | erster Medaillengewinn |

#### Beach-Volleyball
| Gelbes Symbol für Goldmedaillen mit stilisierten Olympischen Ringen | Graues Symbol für Silbermedaillen mit stilisierten Olympischen Ringen | Braundes Symbol für Bronzemedaillen mit stilisierten Olympischen Ringen |
| ------------------------------------------------------------------- | --------------------------------------------------------------------- | ----------------------------------------------------------------------- |
| —                                                                   | —                                                                     | —                                                                       |

Beach-Volleyball wurde 1996 in Atlanta erstmals ausgetragen. Ein bulgarisches Duo war erstmals 2000 am Start. Das Geschwisterpaar Zwetalina und Petya Jantschulowa traf in der Vorrunde 2004 auf das deutsche Paar Okka Rau und Stephanie Pohl. Die Bulgarinnen konnten das Spiel in drei Sätzen für sich entscheiden und sich für das Achtelfinale qualifizieren, in dem sie ausschieden.

#### Bogenschießen
| Gelbes Symbol für Goldmedaillen mit stilisierten Olympischen Ringen | Graues Symbol für Silbermedaillen mit stilisierten Olympischen Ringen | Braundes Symbol für Bronzemedaillen mit stilisierten Olympischen Ringen |
| ------------------------------------------------------------------- | --------------------------------------------------------------------- | ----------------------------------------------------------------------- |
| —                                                                   | —                                                                     | —                                                                       |

1980 in Moskau nahmen erstmals bulgarische Bogenschützen teil. Der 27. Platz von Zwetanka Stojtschewa war die bislang beste Platzierung.

#### Boxen
| Gelbes Symbol für Goldmedaillen mit stilisierten Olympischen Ringen | Graues Symbol für Silbermedaillen mit stilisierten Olympischen Ringen | Braundes Symbol für Bronzemedaillen mit stilisierten Olympischen Ringen |
| ------------------------------------------------------------------- | --------------------------------------------------------------------- | ----------------------------------------------------------------------- |
| 4                                                                   | 5                                                                     | 10                                                                      |

Seit 1952 nehmen bulgarische Boxer an Olympischen Spielen teil. Gleich bei der ersten Teilnahme gewann Boris Nikolow eine Bronzemedaille im Mittelgewicht. Dies war nicht nur die erste Boxmedaille, sie war zugleich die erste Olympiamedaille überhaupt für Bulgarien. Sein Namensvetter Alexandar Nikolow konnte 1964 Bronze im Halbschwergewicht gewinnen. Zwei weitere Bronzemedaillen kamen 1968 durch Iwan Michajlow im Federgewicht und Georgi Stankow im Halbschwergewicht hinzu.
1972 gelang der erste Olympiasieg Bulgariens im Boxen. Georgi Kostadinow gewann das Turnier im Fliegengewicht. Im Halbweltergewicht gewann Angel Angelow Silber. 1976 gewann Wladimir Kolew Bronze im Halbweltergewicht. 1980 wurde Petar Lessow Olympiasieger Fliegengewicht. Im Halbfliegengewicht gewann Ismail Mustafow Bronze. Der gebürtige Roma musste seinen Namen in einen bulgarischen Namen ändern und ging 1988 als Iwajlo Marinow an den Start. In Seoul wurde er Olympiasieger. Im Bantamgewicht gewann Aleksandar Christow Silber.
Daniel Petrow gewann 1992 im Halbfliegengewicht Silber. Im Superschwergewicht holte Swilen Rusinow Bronze. 1996 wurde Petrow Olympiasieger. Silber gewannen Serafim Todorow im Federgewicht und Tontscho Tontschew im Leichtgewicht. 2004 gewann Boris Georgiew Bronze im Halbweltergewicht. Ebenfalls Bronze holte Terwel Pulew 2012 im Schwergewicht.
| Name              | Spiele       | Disziplin                | Anmerkung                         |
| ----------------- | ------------ | ------------------------ | --------------------------------- |
| Georgi Kostadinow | 1972 München | Fliegengewicht           | erster Olympiasieg                |
| Petar Lessow      | 1980 Moskau  | Fliegengewicht           |                                   |
| Iwajlo Marinow    | 1988 Seoul   | Halbfliegengewicht       |                                   |
| Daniel Petrow     | 1996 Atlanta | Halbfliegengewicht       |                                   |
| Stojka Krastewa   | 2020 Tokio   | Fliegengewicht bis 51 kg | erster Olympiasieg im Frauenboxen |

| Name                | Spiele         | Disziplin          | Anmerkung |
| ------------------- | -------------- | ------------------ | --------- |
| Angel Angelow       | 1972 München   | Halbweltergewicht  |           |
| Aleksandar Christow | 1988 Seoul     | Bantamgewicht      |           |
| Daniel Petrow       | 1992 Barcelona | Halbfliegengewicht |           |
| Serafim Todorow     | 1996 Atlanta   | Federgewicht       |           |
| Tontscho Tontschew  | 1996 Atlanta   | Leichtgewicht      |           |

| Name              | Spiele            | Disziplin                | Anmerkung                                      |
| ----------------- | ----------------- | ------------------------ | ---------------------------------------------- |
| Boris Nikolow     | 1952 Helsinki     | Mittelgewicht            | erster Medaillengewinn überhaupt für Bulgarien |
| Alexandar Nikolow | 1964 Tokio        | Halbschwergewicht        |                                                |
| Iwan Michajlow    | 1968 Mexiko-Stadt | Federgewicht             |                                                |
| Georgi Stankow    | 1968 Mexiko-Stadt | Halbschwergewicht        |                                                |
| Wladimir Kolew    | 1976 Montreal     | Halbweltergewicht        |                                                |
| Ismail Mustafow   | 1980 Moskau       | Halbfliegengewicht       |                                                |
| Swilen Rusinow    | 1992 Barcelona    | Superschwergewicht       |                                                |
| Boris Georgiew    | 2004 Athen        | Halbweltergewicht        |                                                |
| Terwel Pulew      | 2012 London       | Schwergewicht            |                                                |
| Javier Ibáñez     | 2024 Paris        | Männer, Klasse bis 57 kg |                                                |

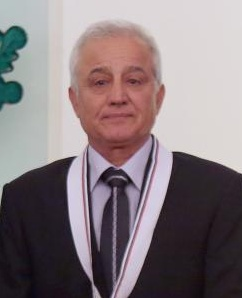
Georgi Kostadinow, erster Boxolympiasieger, im Jahr 2016
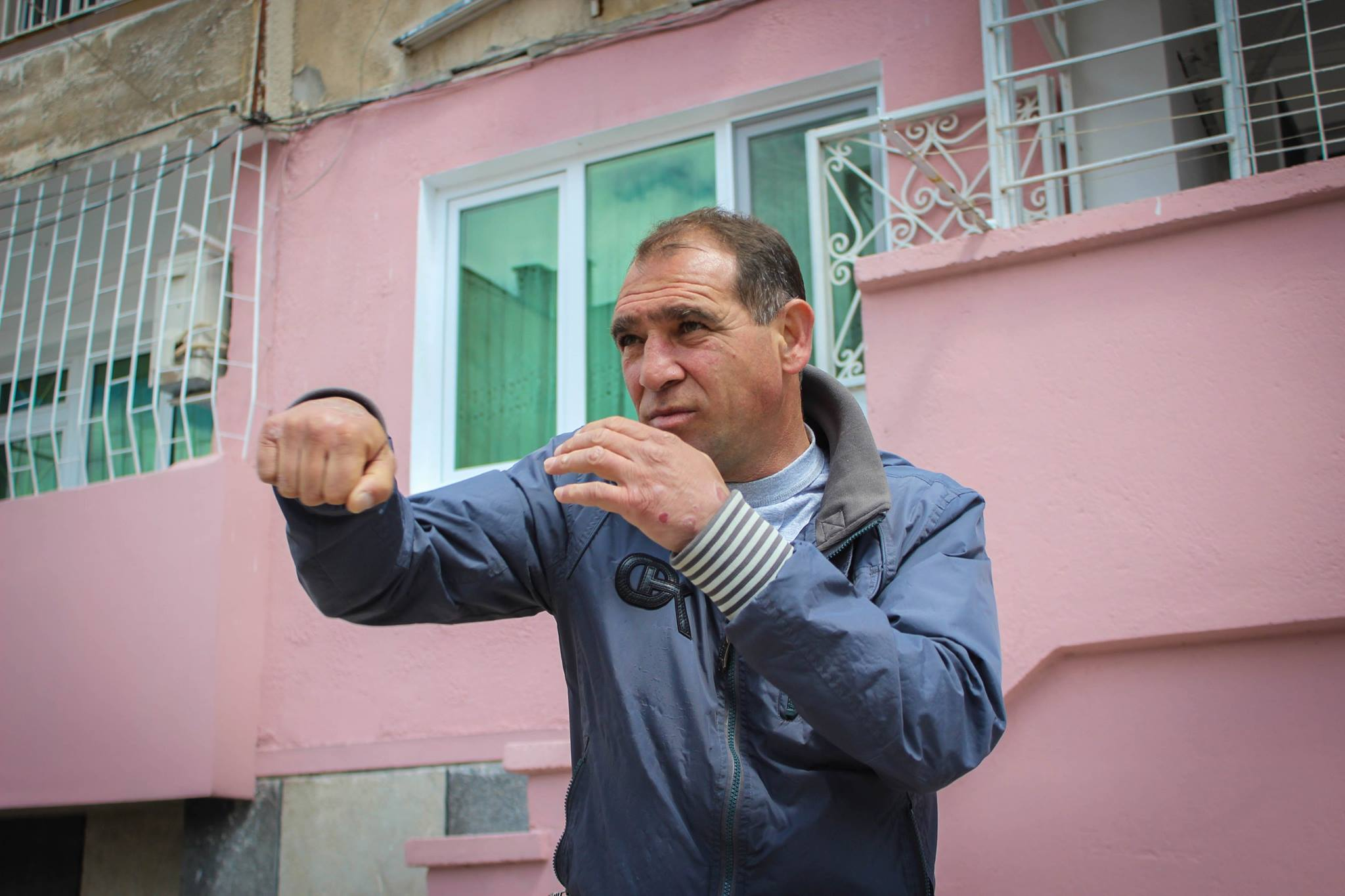
Serafim Todorow, Silber 1996, im Jahr 2015
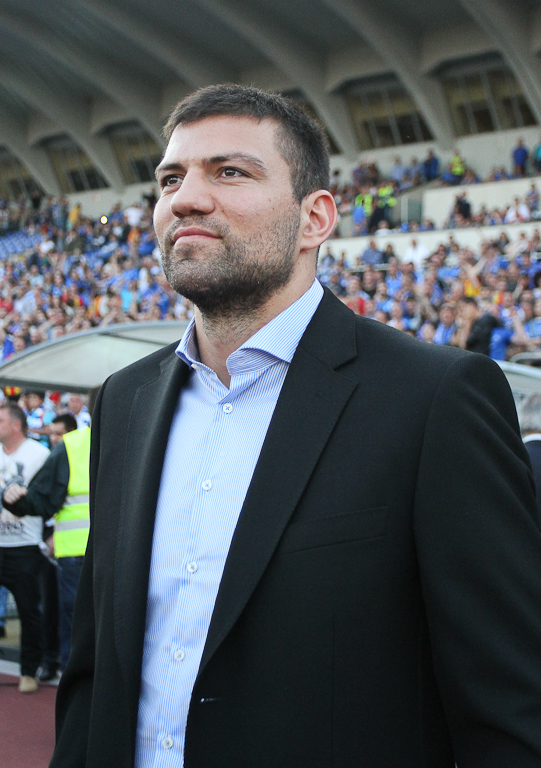
Terwel Pulew, Bronze 2012

#### Fechten
| Gelbes Symbol für Goldmedaillen mit stilisierten Olympischen Ringen | Graues Symbol für Silbermedaillen mit stilisierten Olympischen Ringen | Braundes Symbol für Bronzemedaillen mit stilisierten Olympischen Ringen |
| ------------------------------------------------------------------- | --------------------------------------------------------------------- | ----------------------------------------------------------------------- |
| —                                                                   | —                                                                     | —                                                                       |

Seit 1928 ist Bulgarien im olympischen Fechten vertreten. Am erfolgreichsten schnitt man 1980 in Moskau ab. Wassil Etropolski wurde im Säbelfechten Vierter der Einzelwertung, sein Zwillingsbruder Christo Fünfter.

#### Fußball
| Gelbes Symbol für Goldmedaillen mit stilisierten Olympischen Ringen | Graues Symbol für Silbermedaillen mit stilisierten Olympischen Ringen | Braundes Symbol für Bronzemedaillen mit stilisierten Olympischen Ringen |
| ------------------------------------------------------------------- | --------------------------------------------------------------------- | ----------------------------------------------------------------------- |
| —                                                                   | 1                                                                     | 1                                                                       |

Eine bulgarische Fußballmannschaft nahm erstmals 1924 an einem olympischen Fußballturnier teil. Hier und bei der zweiten Teilnahme 1952 schied die Mannschaft schon in der ersten Runde aus. 1956 gelang mit einem 6:1 über das Vereinigte Königreich der erste Sieg. Im Halbfinale unterlag man der Sowjetunion mit 1:2 nach Verlängerung und konnte dann das Spiel um Bronze gegen Indien mit 3:0 für sich entscheiden und so die erste Olympiamedaille im Fußball gewinnen. 1960 schied man nach der Vorrunde aus.
1968 qualifizierte sich das Team für das Viertelfinale. Gegen Israel stand es nach Verlängerung 1:1, das Spiel wurde durch einen Münzwurf zu Gunsten Bulgariens entschieden. Im Halbfinale wurde Gastgeber Mexiko mit 3:2 geschlagen. Das Finale gegen Ungarn ging mit 1:4 verloren, wobei die Bulgaren durch drei Platzverweise kurz vor der Halbzeitpause nur noch mit sieben Feldspielern weitermachen konnten.
| Name                          | Spiele            | Disziplin     | Anmerkung |
| ----------------------------- | ----------------- | ------------- | --------- |
| Nationalmannschaft der Männer | 1968 Mexiko-Stadt | Männerturnier |           |

| Name                          | Spiele         | Disziplin     | Anmerkung              |
| ----------------------------- | -------------- | ------------- | ---------------------- |
| Nationalmannschaft der Männer | 1956 Melbourne | Männerturnier | erster Medaillengewinn |

#### Gewichtheben
| Gelbes Symbol für Goldmedaillen mit stilisierten Olympischen Ringen | Graues Symbol für Silbermedaillen mit stilisierten Olympischen Ringen | Braundes Symbol für Bronzemedaillen mit stilisierten Olympischen Ringen |
| ------------------------------------------------------------------- | --------------------------------------------------------------------- | ----------------------------------------------------------------------- |
| 13                                                                  | 17                                                                    | 9                                                                       |

Seit 1956 nehmen bulgarische Gewichtheber an Olympischen Spielen teil. Erfolgreich wurden die Gewichtheber ab 1972. In München wurden drei Gold- und drei Silbermedaillen gewonnen. Norair Nurikjan wurde mit seinem Sieg im Federgewicht erster bulgarischer Medaillengewinner und Olympiasieger im Gewichtheben. Im Mittelgewicht wurde Jordan Bikow Olympiasieger. Im Mittelschwergewicht gab es einen bulgarischen Doppelsieg. Andon Nikolow siegte vor Atanas Schopow. Silber holten zudem Mladen Kutschew im Leichtgewicht und Aleksandar Krajtschew im Schwergewicht.
1976 wurde Norair Nurikjan erneut Olympiasieger, diesmal im Bantamgewicht. Jordan Mitkow siegte im Mittelgewicht. Silber gewannen Georgi Todorow im Federgewicht, Trendafil Stojtschew im Halbschwergewicht und Krastju Semerdschiew im Schwergewicht. Atanas Schopow holte Bronze im Mittelschwergewicht.
Auch in Moskau 1980 konnten zwei Bulgaren Olympiasieger werden. Im Leichtgewicht siegte Janko Russew, Mintscho Paschow holte Bronze. Im Mittelgewicht wurde Assen Slatew Olympiasieger, Nedeltscho Kolew gewann Bronze. Hinzu kamen vier Silbermedaillen durch Stefan Dimitrow im Federgewicht, Blagoj Blagoew im Halbschwergewicht, Rumen Alexandrow im Mittelschwergewicht und Walentin Christow im 2. Schwergewicht.
1988 in Seoul siegte Sewdalin Marinow im Fliegengewicht. Ebenfalls Olympiasieger wurde Borislaw Gidikow im Mittelgewicht, hier holte Aleksandar Werbanow Bronze. Im Federgewicht gewann Stefan Topurow Silber. Iwan Iwanow wurde 1992 Olympiasieger im Fliegengewicht. Im Federgewicht gewann Nikolai Peschalow Silber. ebenso Joto Jotow im Leichtgewicht. Im 2. Schwergewicht holte Stefan Botew Bronze. Botew emigrierte kurz darauf nach Australien. Für seine neue Heimat trat er 1996 im Superschwergewicht an und gewann erneut Bronze.
1996 konnten erstmals keine Goldmedaillen gewonnen werden. Joto Jotow gewann erneut Silber, diesmal im Mittelgewicht. Sewdalin Mintschew gewann Bronze im Fliegengewicht, Nikolai Peschalow im Bantamgewicht. 2000 in Sydney wurde Galabin Boewski dann Olympiasieger im Leichtgewicht. Sein Landsmann Georgi Markow lag hinter ihm auf dem Silberrang. Ebenfalls Silber gewann Alan Zagaew im Schwergewicht.
In Athen 2004 gewann Milen Dobrew die Goldmedaille im Mittelschwergewicht. Welitschko Tscholakow gewann Bronze im Superschwergewicht. 2008 nahmen erstmals keine bulgarischen Gewichtheber teil. 2012 gingen zwei Athleten erfolglos an den Start. Im Mittelgewicht der Frauen lag Milka Manewa auf Platz 5. Die drei Medaillengewinnerinnen wurden jedoch nachträglich wegen Dopings disqualifiziert: die Kasachin Maija Manesa im Oktober 2016, die Türkin Sibel Şimşek im Januar 2017 und die Russin Swetlana Zarukajewa im April 2017. Somit wurde Manewa nachträglich zur Silbermedaillengewinnerin erklärt. 2016 waren erneut keine Bulgaren am Start. Bei den 2021 ausgetragenen Spielen 2020 von Tokio starteten zwei bulgarische Heber, die in ihrer jeweiligen Gewichtsklasse (Leichtgewicht und Superschwergewicht) im Zweikampf jeweils den 5. Platz belegten.
| Name             | Spiele         | Disziplin                | Anmerkung                              |
| ---------------- | -------------- | ------------------------ | -------------------------------------- |
| Norair Nurikjan  | 1972 München   | Federgewicht             | erster Medaillengewinn und Olympiasieg |
| Jordan Bikow     | 1972 München   | Mittelgewicht            |                                        |
| Andon Nikolow    | 1972 München   | Mittelschwergewicht      |                                        |
| Norair Nurikjan  | 1976 Montreal  | Bantamgewicht            |                                        |
| Jordan Mitkow    | 1976 Montreal  | Mittelgewicht            |                                        |
| Janko Russew     | 1980 Moskau    | Leichtgewicht            |                                        |
| Assen Slatew     | 1980 Moskau    | Mittelgewicht            |                                        |
| Sewdalin Marinow | 1988 Seoul     | Fliegengewicht           |                                        |
| Borislaw Gidikow | 1988 Seoul     | Mittelgewicht            |                                        |
| Iwan Iwanow      | 1992 Barcelona | Fliegengewicht           |                                        |
| Galabin Boewski  | 2000 Sydney    | Leichtgewicht            |                                        |
| Milen Dobrew     | 2004 Athen     | Mittelschwergewicht      |                                        |
| Karlos Nassar    | 2024 Paris     | Männer, Klasse bis 89 kg |                                        |

| Name                  | Spiele         | Disziplin           | Anmerkung |
| --------------------- | -------------- | ------------------- | --------- |
| Mladen Kutschew       | 1972 München   | Leichtgewicht       |           |
| Atanas Schopow        | 1972 München   | Mittelschwergewicht |           |
| Aleksandar Krajtschew | 1972 München   | Schwergewicht       |           |
| Georgi Todorow        | 1976 Montreal  | Federgewicht        |           |
| Trendafil Stojtschew  | 1976 Montreal  | Halbschwergewicht   |           |
| Krastju Semerdschiew  | 1976 Montreal  | Schwergewicht       |           |
| Stefan Dimitrow       | 1980 Moskau    | Federgewicht        |           |
| Blagoj Blagoew        | 1980 Moskau    | Halbschwergewicht   |           |
| Rumen Alexandrow      | 1980 Moskau    | Mittelschwergewicht |           |
| Walentin Christow     | 1980 Moskau    | 2. Schwergewicht    |           |
| Stefan Topurow        | 1988 Seoul     | Federgewicht        |           |
| Nikolai Peschalow     | 1992 Barcelona | Federgewicht        |           |
| Joto Jotow            | 1992 Barcelona | Leichtgewicht       |           |
| Joto Jotow            | 1996 Atlanta   | Mittelgewicht       |           |
| Georgi Markow         | 2000 Sydney    | Leichtgewicht       |           |
| Alan Zagaew           | 2000 Sydney    | Leichtgewicht       |           |
| Milka Manewa          | 2012 London    | Mittelgewicht       |           |

| Name                  | Spiele         | Disziplin                | Anmerkung |
| --------------------- | -------------- | ------------------------ | --------- |
| Atanas Schopow        | 1976 Montreal  | Mittelschwergewicht      |           |
| Mintscho Paschow      | 1980 Moskau    | Leichtgewicht            |           |
| Nedeltscho Kolew      | 1980 Moskau    | Mittelgewicht            |           |
| Aleksandar Werbanow   | 1988 Seoul     | Mittelgewicht            |           |
| Stefan Botew          | 1992 Barcelona | 2. Schwergewicht         |           |
| Sewdalin Mintschew    | 1992 Barcelona | Fliegengewicht           |           |
| Nikolai Peschalow     | 1992 Barcelona | Bantamgewicht            |           |
| Welitschko Tscholakow | 2004 Athen     | Superschwergewicht       |           |
| Boschidar Andreew     | 2024 Paris     | Männer, Klasse bis 73 kg |           |

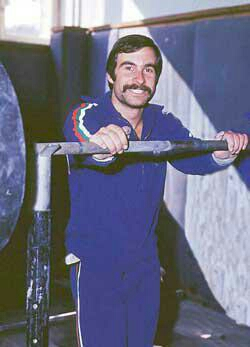
Georgi Todorow, Silber 1976
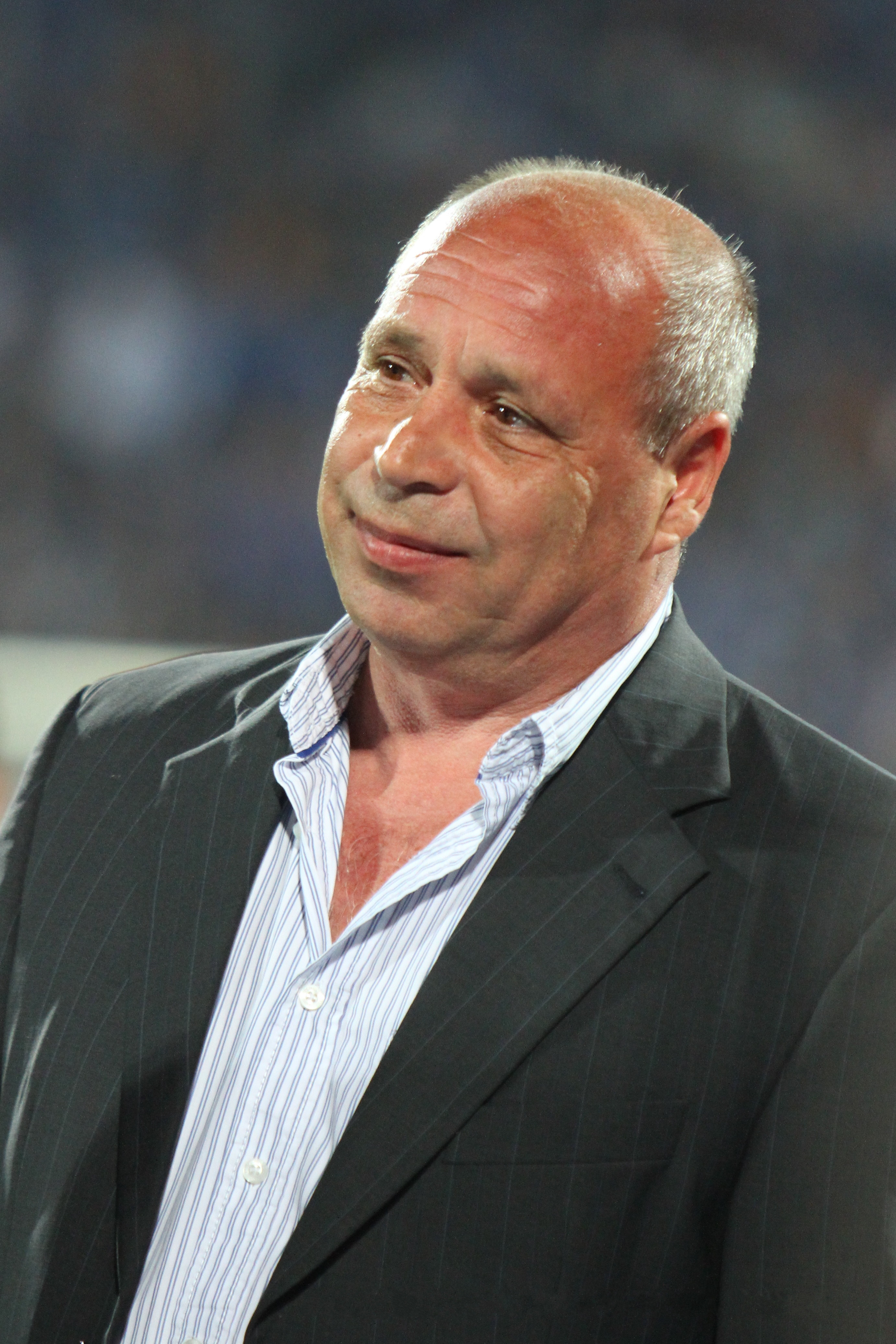
Janko Russew, Olympiasieger 1980, im Jahr 2014
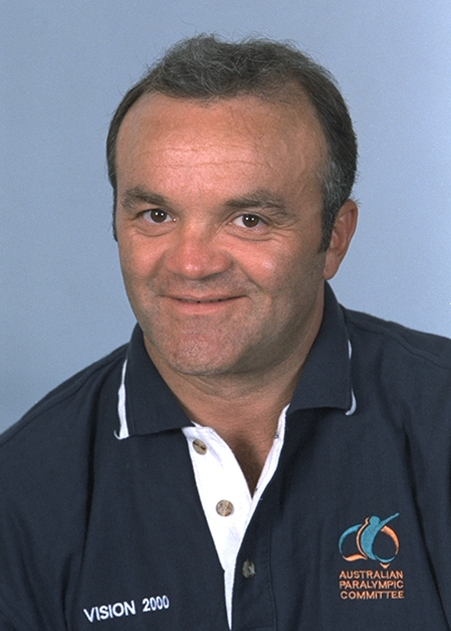
Blagoj Blagoew, Silber 1980, als Trainer der australischen Paralympics-Mannschaft 2000

#### Judo
| Gelbes Symbol für Goldmedaillen mit stilisierten Olympischen Ringen | Graues Symbol für Silbermedaillen mit stilisierten Olympischen Ringen | Braundes Symbol für Bronzemedaillen mit stilisierten Olympischen Ringen |
| ------------------------------------------------------------------- | --------------------------------------------------------------------- | ----------------------------------------------------------------------- |
| —                                                                   | 1                                                                     | 2                                                                       |

An olympischen Judoturnieren nahmen bulgarische Judoka erstmals 1976 teil. Dimitar Saprjanow war 1980 der erste Medaillengewinner Bulgariens im Judo. Im Schwergewicht gewann er Silber. Im Halbleichtgewicht gewann Ilijan Nedkow Bronze. Erst 2004 in Athen konnte wieder eine Medaille gewonnen werden. Georgi Georgiew gewann Bronze im Halbleichtgewicht.
| Name              | Spiele      | Disziplin     | Anmerkung              |
| ----------------- | ----------- | ------------- | ---------------------- |
| Dimitar Saprjanow | 1980 Moskau | Schwergewicht | erster Medaillengewinn |

| Name            | Spiele      | Disziplin         | Anmerkung |
| --------------- | ----------- | ----------------- | --------- |
| Ilijan Nedkow   | 1980 Moskau | Halbleichtgewicht |           |
| Georgi Georgiew | 2004 Athen  | Halbleichtgewicht |           |

#### Kanusport
| Gelbes Symbol für Goldmedaillen mit stilisierten Olympischen Ringen | Graues Symbol für Silbermedaillen mit stilisierten Olympischen Ringen | Braundes Symbol für Bronzemedaillen mit stilisierten Olympischen Ringen |
| ------------------------------------------------------------------- | --------------------------------------------------------------------- | ----------------------------------------------------------------------- |
| 4                                                                   | 5                                                                     | 8                                                                       |

Bulgarische Kanuten nehmen seit 1960 an olympischen Regatten teil. Im Zweier-Kanadier erreichten Marin Gopow und Toma Sokolow das Finale über 1000 Meter. Sie wurden Sechste. Die gleiche Platzierung erzielte 1964 Bogdan Iwanow im Einer-Kanadier über 1000 Meter. Boris Ljubenow wurde 1968 Fünfter und 1972 Sechster auf dieser Strecke. 1972 gelang der erste Medaillengewinn. Im Zweier-Kanadier gewannen Fedja Damjanow und Iwan Burtschin die Bronzemedaille über 1000 Meter.
1976 scheiterte Borislaw Ananiew zwei Mal knapp daran, einen Medaillenrang zu erreichen. Im Einer-Kanadier wurde er sowohl über 500 als auch über 1000 Meter jeweils Vierter. Iwan Burtschin und Krasimir Christow belegten im Zweier-Kanadier über 500 Meter Platz 6 und über 1000 Meter Platz 7. Auch das Zweier-Kajak der Frauen mit Marija Mintschewa und Natascha Petrowa wurde über 500 Meter Siebte.
1980 wurde Ljubomir Ljubenow im Einer-Kanadier über 1000 Meter erster bulgarischer Olympiasieger im Kanusport. Über 500 Meter gewann er zudem Silber. Bronze holten der Kajak-Vierer und der Zweier-Kanadier über 1000 Meter mit Borislaw Ananiew und Nikolai Ilkow. Bei den Frauen gewann Wanja Geschewa Silber im Einer-Kajak über 500 Meter.
1988 wurde Wanja Geschewa Olympiasiegerin im Einer-Kajak über 500 Meter. Im Zweier-Kajak mit Diana Palijska gewann sie Silber und mit dem Vierer-Kajak Bronze. Im Einer-Kanadier holten Martin Marinow über 500 Meter und Nikolaj Buchalow über 1000 Meter jeweils Bronze. Dejan Bonew und Petar Boschilow belegten im Zweier-Kanadier über 500 Meter Platz 4.
Nikolaj Buchalow wurde 1992 Doppelolympiasieger im Einer-Kanadier über 500 und 1000 Meter. Martin Marinow und Blagowest Stojanow fuhren im Zweier-Kanadier über 500 Meter zur Bronzemedaille. Über 1000 Meter wurden sie Sechste. 1996 wurden sie Vierte über 1000 Meter und Fünfte über 500 Meter. Im Zweier-Kajak über 1000 Meter gewannen Andrian Duschew und Milko Kasanow Bronze.
2000 gewann Petar Merkow im Einer-Kajak über 500 und 1000 Meter jeweils Silber. Mit dem Vierer-Kajak erreichte er Platz 5. 2004 belegte das Vierer-Kajak der Männer Platz 4. Das Zweier-Kajak der Frauen mit Deljana Datschewa und Bonka Pindschewa kam auf Platz 6. Im Zweier-Kanadier wurden Dejan Georgiew und Adnan Aliew 2008 Siebte über 500 Meter.
| Name              | Spiele         | Disziplin       | Anmerkung          |
| ----------------- | -------------- | --------------- | ------------------ |
| Ljubomir Ljubenow | 1980 Moskau    | C 1, 1000 Meter | erster Olympiasieg |
| Wanja Geschewa    | 1988 Seoul     | K 1, 500 Meter  |                    |
| Nikolaj Buchalow  | 1992 Barcelona | C 1, 500 Meter  |                    |
| Nikolaj Buchalow  | 1992 Barcelona | C 1, 1000 Meter |                    |

| Name                          | Spiele      | Disziplin       | Anmerkung |
| ----------------------------- | ----------- | --------------- | --------- |
| Ljubomir Ljubenow             | 1980 Moskau | C 1, 500 Meter  |           |
| Wanja Geschewa                | 1980 Moskau | K 1, 500 Meter  |           |
| Wanja Geschewa Diana Palijska | 1988 Seoul  | K 2, 500 Meter  |           |
| Petar Merkow                  | 2000 Sydney | K 1, 500 Meter  |           |
| Petar Merkow                  | 2000 Sydney | K 1, 1000 Meter |           |

| Name                                                            | Spiele         | Disziplin       | Anmerkung              |
| --------------------------------------------------------------- | -------------- | --------------- | ---------------------- |
| Fedja Damjanow Iwan Burtschin                                   | 1972 München   | C 2, 1000 Meter | erster Medaillengewinn |
| Borislaw Borissow Boschidar Milenkow Lasar Christow Iwan Manew  | 1980 Moskau    | K 4             |                        |
| Borislaw Ananiew Nikolai Ilkow                                  | 1980 Moskau    | C 2, 500 Meter  |                        |
| Martin Marinow                                                  | 1988 Seoul     | C 1, 500 Meter  |                        |
| Nikolaj Buchalow                                                | 1988 Seoul     | C 1, 1000 Meter |                        |
| Borislawa Iwanowa Ognjana Petrowa Wanja Geschewa Diana Palijska | 1988 Seoul     | K 4             |                        |
| Martin Marinow Blagowest Stojanow                               | 1992 Barcelona | C 2, 500 Meter  |                        |
| Andrian Duschew Milko Kasanow                                   | 1996 Atlanta   | K 2, 1000 Meter |                        |

#### Karate
| Gelbes Symbol für Goldmedaillen mit stilisierten Olympischen Ringen | Graues Symbol für Silbermedaillen mit stilisierten Olympischen Ringen | Braundes Symbol für Bronzemedaillen mit stilisierten Olympischen Ringen |
| ------------------------------------------------------------------- | --------------------------------------------------------------------- | ----------------------------------------------------------------------- |
| 1                                                                   | —                                                                     | —                                                                       |

| Name          | Spiele     | Disziplin        | Anmerkung          |
| ------------- | ---------- | ---------------- | ------------------ |
| Iwet Goranowa | 2020 Tokio | Kumite bis 55 kg | erster Olympiasieg |

#### Leichtathletik
| Gelbes Symbol für Goldmedaillen mit stilisierten Olympischen Ringen | Graues Symbol für Silbermedaillen mit stilisierten Olympischen Ringen | Braundes Symbol für Bronzemedaillen mit stilisierten Olympischen Ringen |
| ------------------------------------------------------------------- | --------------------------------------------------------------------- | ----------------------------------------------------------------------- |
| 5                                                                   | 8                                                                     | 6                                                                       |

In der olympischen Leichtathletik nimmt Bulgarien seit 1924 teil. Erst 1964 kam es zu ersten Finalteilnahmen. Georgi Stojkowski erreichte das Finale im Dreisprung und wurde Siebter. Die Weitspringerin Diana Jorgowa wurde Sechste und die Diskuswerferin Wirschinija Michajlowa Vierte. In Mexiko-Stadt 1968 wurde Stojkowski Neunter. Über 3000 Meter Hindernis belegte Michail Schelew Platz 6. Die gleiche Platzierung erreichte Iwanka Christowa im Kugelstoßen.
Die ersten Medaillen wurden 1972 gewonnen, alle durch Frauen. Diana Jorgowa gewann mit Silber im Weitsprung die erste bulgarische Leichtathletik-Medaille. Ebenfalls Silber gewann Jordanka Blagoewa im Hochsprung. Iwanka Christowa gewann Bronze im Kugelstoßen, Wassilka Stoewa im Diskuswurf. Im Speerwurf wurde Ljutwijan Mollowa Vierte, Nedjalka Angelowa belegte im Fünfkampf Platz 6.
1976 in Montreal schaffte Iwanka Christowa mit ihrem Sieg im Kugelstoßen den ersten bulgarischen Olympiasieg in der Leichtathletik. Marija Petkowa gewann Silber im Diskuswurf, Nikolina Schterewa lief über 800 Meter ebenfalls zu Silber. Über 1500 Meter wurde sie Vierte. Bronze holte Jordanka Blagoewa im Hochsprung. Im 800-Meter-Lauf erreichte Swetla Slatewa Platz 6. Die gleiche Platzierung erzielte Janko Bratanow über 400 Meter Hürden.
Marija Petkowa gewann 1980 in Moskau erneut Silber im Diskuswurf. Eine Bronzemedaille gewann zudem Petar Petrow über 100 Meter. Die 100-Meter-Staffel der Männer belegte Platz 6, die der Frauen Platz 4. Ebenfalls Platz 6 erreichten Atanas Tschotschew im Dreisprung und Emanuil Djulgerow im Hammerwurf. Im Zehnkampf wurde Atanas Andonow Siebter. Bei den Frauen belegte Nikolina Schterewa Platz 7 über 800 Meter. Im Kugelstoßen wurden Wirschinija Weselinowa Fünfte und Elena Stojanowa Sechste. Swetla Boschkowa erreichte im Diskuswurf Platz 8, Iwanka Wantschewa im Speerwurf Platz 5. Im Fünfkampf belegten Walentina Dimitrowa Platz 7 und Emilija Kunowa Platz 8.
1988 wurde Christo Markow Olympiasieger im Dreisprung. Jordanka Donkowa siegte über 100 Meter Hürden. Stefka Kostadinowa gewann Silber im Hochsprung, Zwetanka Christowa Bronze im Diskuswurf. Hier belegte Svetla Mitkova Platz 4. Die 100-Meter-Staffel der Frauen wurde Fünfte.
In Barcelona 1992 gewann Zwetanka Christowa Silber im Diskuswurf, über 100 Meter Hürden holte Titelverteidigerin Jordanka Donkowa Bronze. Stefka Kostadinowa wurde Vierte im Hochsprung, Swetla Dimitrowa Fünfte im Siebenkampf. Sechste wurden Anelija Nunewa über 100 Meter und Swetla Mitkowa im Kugelstoßen. Im Diskuswurf wurde die zweite Bulgarin im Finale, Stefania Simowa, Achte.
Stefka Kostadinowa sorgte 1996 für die einzige bulgarische Leichtathletikmedaille. Dafür war diese Medaille aus Gold, da sie den Hochsprung gewinnen konnte. Die einzige weitere Finalteilnahme konnte der Dreispringer Galin Georgiew verzeichnen, er wurde Siebter. Auch 2000 in Sydney gab es nur einen Medaillengewinn, der gleich ein Olympiasieg war. Teresa Marinowa siegte im Dreisprung.
2004 blieb die bulgarische Mannschaft ohne Medaillengewinn. Iwet Lalowa-Collio wurde Vierte über 100 und Fünfte über 200 Meter. Daniela Jordanowa belegte über 1500 Meter Platz 5. 2008 in Peking konnte kein einziges Finale erreicht werden. Diese Erfolglosigkeit setzte sich 2012 in London fort. Erst 2016 kam es mit der Silbermedaille durch von Mirela Demirewa im Hochsprung zu einem Medaillengewinn. Auch Iwet Lalowa-Collio erreichte ein Finale. Über 200 Meter wurde sie Achte.
| Name               | Spiele        | Disziplin        | Anmerkung          |
| ------------------ | ------------- | ---------------- | ------------------ |
| Iwanka Christowa   | 1976 Montreal | Kugelstoßen      | erster Olympiasieg |
| Christo Markow     | 1988 Seoul    | Dreisprung       |                    |
| Jordanka Donkowa   | 1988 Seoul    | 100 Meter Hürden |                    |
| Stefka Kostadinowa | 1996 Atlanta  | Hochsprung       |                    |
| Teresa Marinowa    | 2000 Sydney   | Dreisprung       |                    |

| Name               | Spiele              | Disziplin  | Anmerkung              |
| ------------------ | ------------------- | ---------- | ---------------------- |
| Diana Jorgowa      | 1972 München        | Weitsprung | erster Medaillengewinn |
| Jordanka Blagoewa  | 1972 München        | Hochsprung |                        |
| Marija Petkowa     | 1976 Montreal       | Diskuswurf |                        |
| Nikolina Schterewa | 1976 Montreal       | 800 Meter  |                        |
| Marija Petkowa     | 1980 Moskau         | Diskuswurf |                        |
| Stefka Kostadinowa | 1988 Seoul          | Hochsprung |                        |
| Zwetanka Christowa | 1992 Barcelona      | Speerwurf  |                        |
| Mirela Demirewa    | 2016 Rio de Janeiro | Hochsprung |                        |

| Name               | Spiele         | Disziplin        | Anmerkung |
| ------------------ | -------------- | ---------------- | --------- |
| Iwanka Christowa   | 1972 München   | Kugelstoßen      |           |
| Wassilka Stoewa    | 1972 München   | Diskuswurf       |           |
| Jordanka Blagoewa  | 1976 Montreal  | Hochsprung       |           |
| Petar Petrow       | 1980 Moskau    | 100 Meter        |           |
| Zwetanka Christowa | 1988 Seoul     | Speerwurf        |           |
| Jordanka Donkowa   | 1992 Barcelona | 100 Meter Hürden |           |

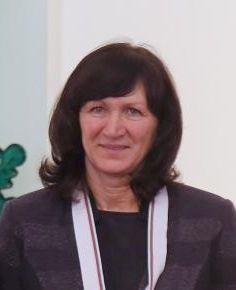
Jordanka Donkowa, Olympiasiegerin 1988 und Bronze 1992, im Jahr 2013
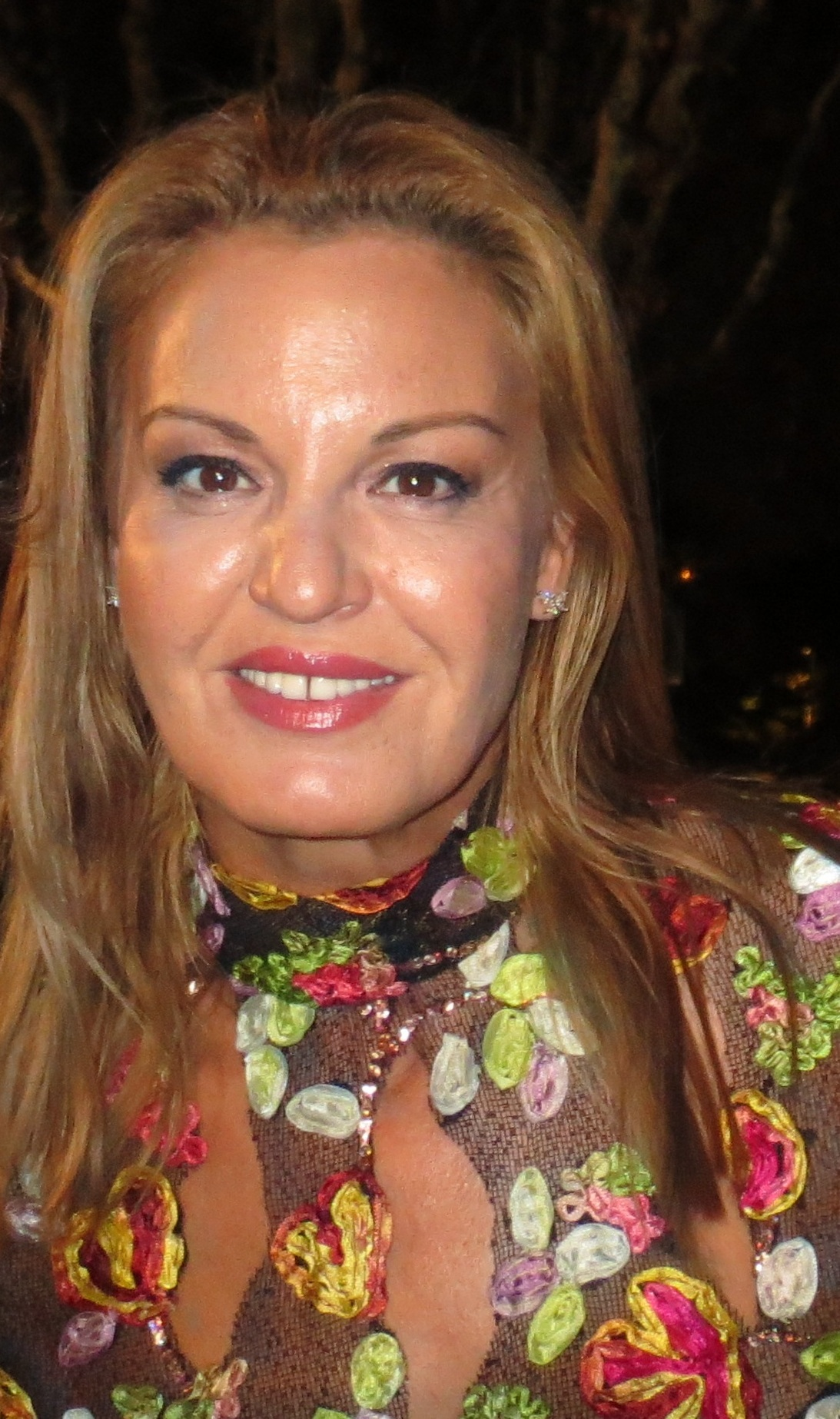
Stefka Kostadinowa, Silber 1988 und Olympiasiegerin 1996, im Jahr 2012
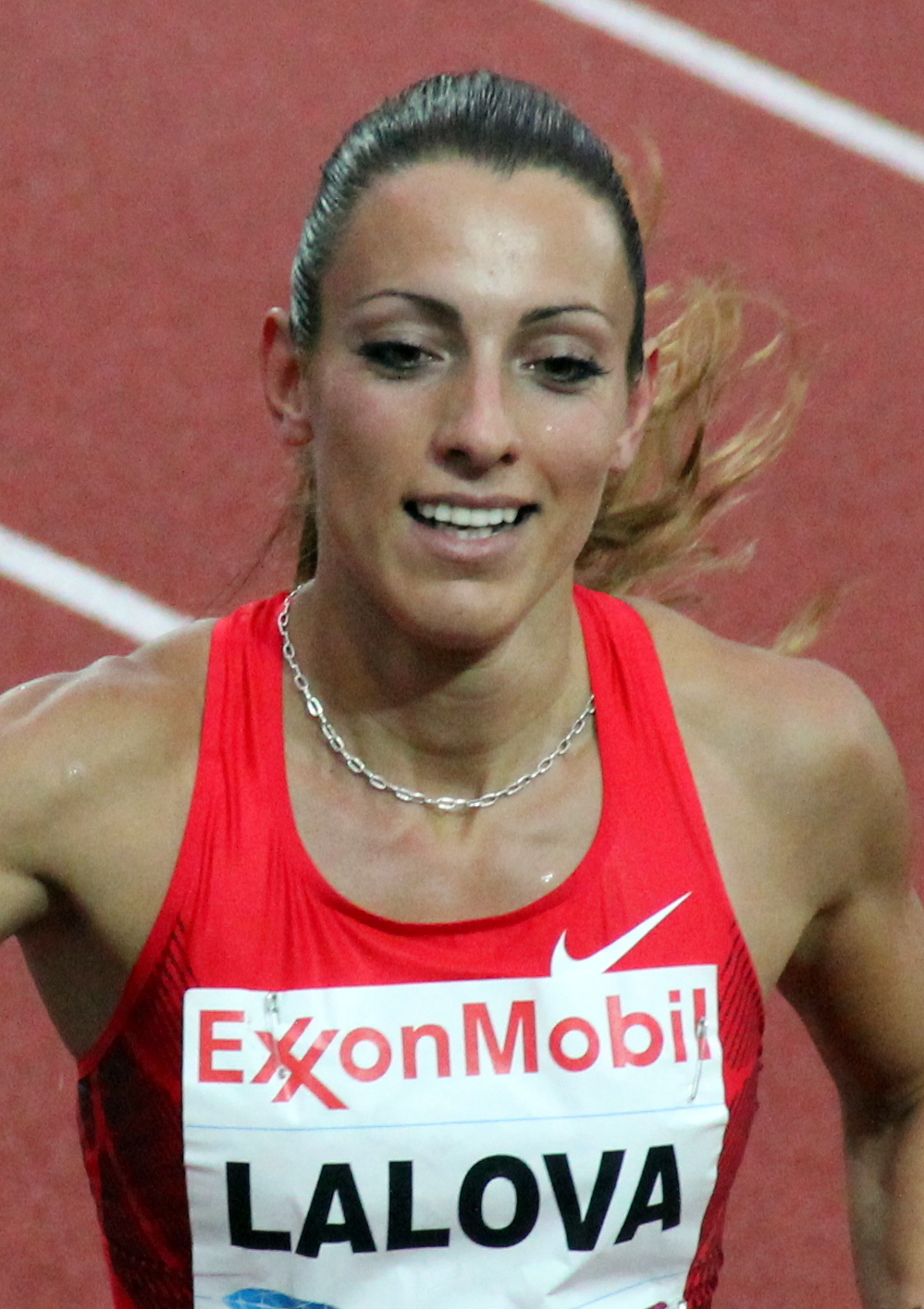
Die Sprinterin Iwet Lalowa-Collio
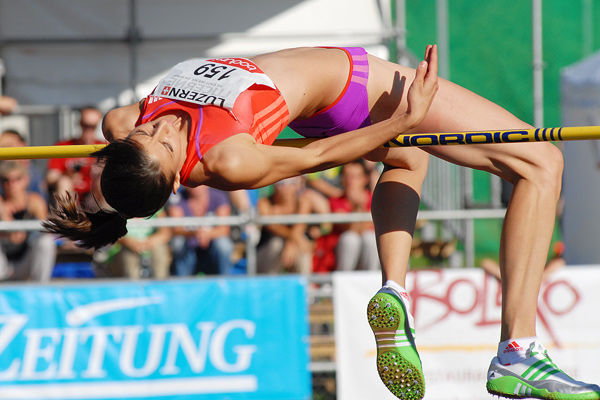
Mirela Demirewa, Silber 2016

#### Moderner Fünfkampf
| Gelbes Symbol für Goldmedaillen mit stilisierten Olympischen Ringen | Graues Symbol für Silbermedaillen mit stilisierten Olympischen Ringen | Braundes Symbol für Bronzemedaillen mit stilisierten Olympischen Ringen |
| ------------------------------------------------------------------- | --------------------------------------------------------------------- | ----------------------------------------------------------------------- |
| —                                                                   | —                                                                     | —                                                                       |

Die ersten bulgarischen Fünfkämpfer nahmen 1968 teil. Die beste Platzierung mit Rang 21 erreichte 1976 Stojan Slatew.

#### Radsport
| Gelbes Symbol für Goldmedaillen mit stilisierten Olympischen Ringen | Graues Symbol für Silbermedaillen mit stilisierten Olympischen Ringen | Braundes Symbol für Bronzemedaillen mit stilisierten Olympischen Ringen |
| ------------------------------------------------------------------- | --------------------------------------------------------------------- | ----------------------------------------------------------------------- |
| —                                                                   | —                                                                     | —                                                                       |

1924 nahmen die ersten bulgarischen Radsportler teil. Die beste Platzierung war ein sechster Rang von Dimo Tontschew im 1000-Meter-Zeitfahren 1972 in München.

#### Reiten
| Gelbes Symbol für Goldmedaillen mit stilisierten Olympischen Ringen | Graues Symbol für Silbermedaillen mit stilisierten Olympischen Ringen | Braundes Symbol für Bronzemedaillen mit stilisierten Olympischen Ringen |
| ------------------------------------------------------------------- | --------------------------------------------------------------------- | ----------------------------------------------------------------------- |
| —                                                                   | 1                                                                     | —                                                                       |

Die ersten bulgarischen Reiter gingen 1924 an den Start. Bei den Reiterspielen von 1956 in Stockholm wurde der Vielseitigkeitsreiter Genko Raschkow auf Euphoria Fünfter.
Die erste Medaille konnte 1980 in Moskau gewonnen werden. Die Dressur-Equipe gewann die Silbermedaille. Der Vielseitigkeitsreiter Swetan Dontschew ritt auf Medisson auf Platz 5.
| Name                                                                                     | Spiele      | Disziplin          | Anmerkung |
| ---------------------------------------------------------------------------------------- | ----------- | ------------------ | --------- |
| Petar Mandadschiew auf Schibor Swetoslaw Iwanow auf Aleko Georgi Gadschew auf Wnimatelen | 1980 Moskau | Dressur Mannschaft |           |

#### Rhythmische Sportgymnastik

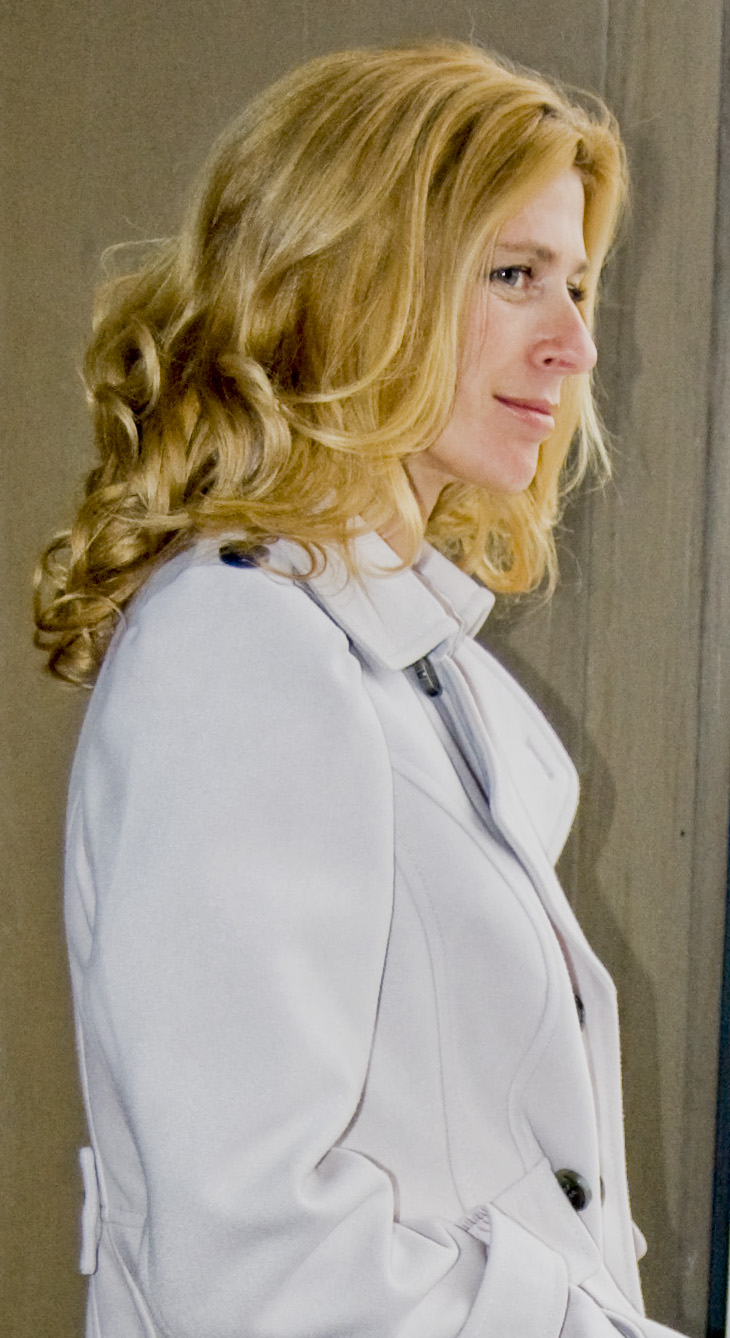
Bianka Panowa

| Gelbes Symbol für Goldmedaillen mit stilisierten Olympischen Ringen | Graues Symbol für Silbermedaillen mit stilisierten Olympischen Ringen | Braundes Symbol für Bronzemedaillen mit stilisierten Olympischen Ringen |
| ------------------------------------------------------------------- | --------------------------------------------------------------------- | ----------------------------------------------------------------------- |
| 1                                                                   | 3                                                                     | 2                                                                       |

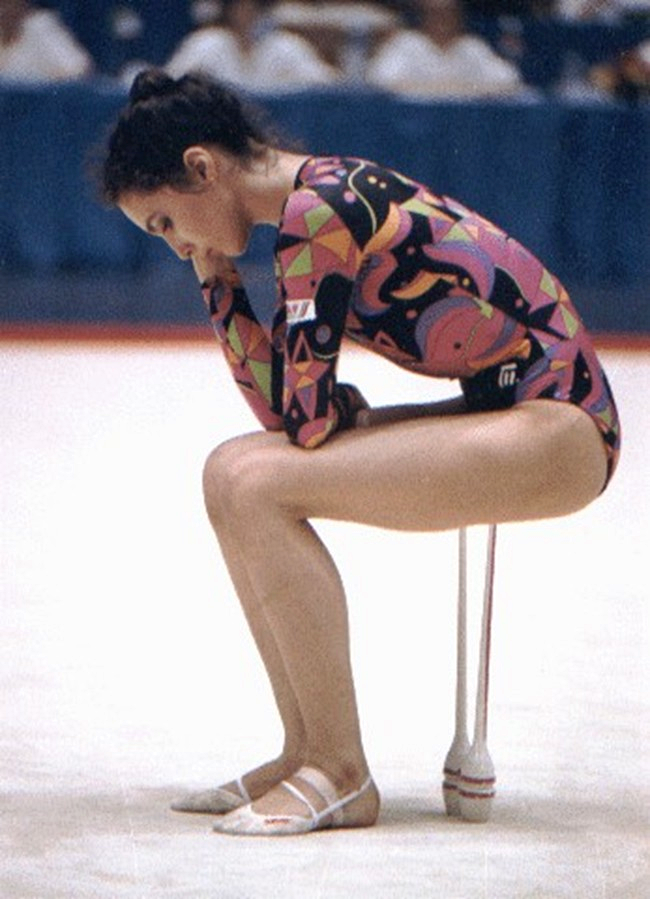
Marija Petrowa

In Seoul 1988 gewann Adriana Dunawska Silber, Bianka Panowa wurde Vierte. 1992 belegte Marija Petrowa Platz 5. Diese Platzierung erreichte sie auch 1996 in Atlanta. In der Gruppe gewann Bulgarien Silber. Bei den Spielen in Athen 2004 gewann die Gruppe Bronze, im Einzel belegte Simona Pejtschewa Platz 6. 2016 gewann die Gymnastikgruppe eine Bronzemedaille. Im Einzel wurde Newjana Wladinowa Siebte. Bei den Spielen in Tokio 2021 wurde Bulgarien Olympiasieger in der Gruppe und vier Jahre später gewann Borjana Kalejn Silber bei den Spielen in Paris
| Name/n                                                                          | Spiele     | Disziplin | Anmerkung          |
| ------------------------------------------------------------------------------- | ---------- | --------- | ------------------ |
| Simona Djankowa Stefani Kirjakowa Madlen Radukanowa Laura Traats Erika Safirowa | 2020 Tokio | Gruppe    | erster Olympiasieg |

| Name/n                                                                                       | Spiele       | Disziplin | Anmerkung              |
| -------------------------------------------------------------------------------------------- | ------------ | --------- | ---------------------- |
| Adriana Dunawska                                                                             | 1988 Seoul   | Einzel    | erster Medaillengewinn |
| Maja Tabakowa Iwelina Talewa Wjara Wataschka Ina Deltschewa Walentina Kewlijan Marija Kolewa | 1996 Atlanta | Gruppe    |                        |
| Borjana Kalejn                                                                               | 2024 Paris   | Einzel    |                        |

| Name/n | Spiele              | Disziplin | Anmerkung |
| --- | ------------------- | --------- | --------- |
| Schaneta Iliewa Eleonora Keschowa Sorniza Marinowa Kristina Ranguelowa Galina Tantschewa Wladislawa Tantschewa | 2004 Athen          | Gruppe    |           |
| Reneta Kamberowa Lyubomira Kazanowa Michaela Maewska Zwetelina Najdenowa Christiana Todorowa                   | 2016 Rio de Janeiro | Gruppe    |           |

#### Ringen
| Gelbes Symbol für Goldmedaillen mit stilisierten Olympischen Ringen | Graues Symbol für Silbermedaillen mit stilisierten Olympischen Ringen | Braundes Symbol für Bronzemedaillen mit stilisierten Olympischen Ringen |
| ------------------------------------------------------------------- | --------------------------------------------------------------------- | ----------------------------------------------------------------------- |
| 18                                                                  | 32                                                                    | 23                                                                      |

Die ersten bulgarischen Ringer nahmen 1956 teil. Hier wurden auch gleich die ersten Medaillen gewonnen. Die erste Medaille war auch gleich ein Olympiasieg. Der Freistilringer Nikola Stantschew siegte im Mittelgewicht und wurde damit nicht nur zum ersten bulgarischen Olympiasieger im Ringen, er war zugleich der erste bulgarische Olympiasieger überhaupt. Im Schwergewicht gewann Jussein Mechmedow Silber. Ebenfalls Silber holten im griechisch-römischen Stil Dimitar Dobrew im Mittelgewicht und Petko Sirakow im Halbschwergewicht.
1960 in Rom wurde Dimitar Dobrew dann Olympiasieger im Mittelgewicht. Im griechisch-römischen Stil gewannen zudem Krali Bimbalow Silber im Halbschwergewicht und Dinko Petrow Bronze im Bantamgewicht. Im Freistil gewannen Neschdet Salew im Bantamgewicht und Stantscho Iwanow im Federgewicht jeweils Silber sowie Enjo Waltschew Bronze im Leichtgewicht. 1964 wurde Waltschew Olympiasieger in dieser Gewichtsklasse. Im Mittelgewicht siegte Prodan Gardschew, im griechisch-römischen Stil gewann Bojan Radew im Halbschwergewicht. Weitere Medaillen gewannen im griechisch-römischen Stil Angel Keresow im Fliegengewicht und Kiril Petkow im Weltergewicht mit jeweils Silber. Im Freistil holten Stantscho Iwanow im Federgewicht und Ljutwi Achmedow im Schwergewicht jeweils Silber sowie Said Mustafow im Halbschwergewicht Bronze.
1968 sorgten die griechisch-römischen Ringer für die Olympiasiege. Es siegten Petar Kirow im Fliegengewicht und Titelverteidiger Bojan Radew im Halbschwergewicht. Im Freistil holten Enjo Todorow im Federgewicht, Enjo Waltschew im Leichtgewicht und Osman Duraliew im Schwergewicht jeweils Silber. Im Mittelgewicht gewann Prodan Gardschew Bronze. Auch 1972 kamen die Olympiasieger aus dem griechisch-römischen Lager. Petar Kirow verteidigte seinen Olympiasieg im Fliegengewicht, Georgi Markow siegte im Federgewicht. Hinzu kamen zwei Silbermedaillen durch Stojan Apostolow im Leichtgewicht und Alexandar Tomow im Superschwergewicht und eine Bronzemedaille durch Stefan Angelow im Halbfliegengewicht. Im Freistil gewannen Ognjan Nikolow im Halbfliegengewicht und Osman Duraliew im Superschwergewicht jeweils Silber. Iwan Krastew holte im Federgewicht Bronze.
1976 gab es wieder einen Olympiasieg im Freistil durch Chassan Issaew im Halbfliegengewicht. Dimo Kostow holte Bronze im Schwergewicht. Im griechisch-römischen Stil gewannen Stojan Nikolow im Halbschwergewicht, Kamen Goranow in Schwergewicht und Alexandar Tomow im Superschwergewicht jeweils Silber. Stefan Angelow im Halbfliegengewicht sowie Iwan Kolew im Mittelgewicht gewannen jeweils Bronze.
1980 in Moskau gelangen drei Olympiasiege. Im griechisch-römischen Stil siegte Georgi Rajkow im Schwergewicht. Im Superschwergewicht holte Alexandar Tomow seine dritte Silbermedaille in Folge. Mladen Mladenow im Fliegengewicht und Pawel Pawlow im Mittelgewicht gewannen jeweils Bronze. Im Freistil wurden Walentin Rajtschew im Weltergewicht und Ismail Abilow im Mittelgewicht Olympiasieger. Micho Dukow im Federgewicht, Iwan Jankow im Leichtgewicht sowie Slawtscho Tscherwenkow im Schwergewicht gewannen jeweils Silber. Eine Bronzemedaille holte Nermedin Selimow im Fliegengewicht.
1988 in Seoul konnte ein Olympiasieg gefeiert werden. Im griechisch-römischen Stil wurde Atanas Komtschew Olympiasieger im Halbschwergewicht. Stojan Balow im Bantamgewicht, Schiwko Wangelow im Federgewicht und Rangel Gerowski im Superschwergewicht gewannen jeweils Silber. Im Halbfliegengewicht holte Bratan Zenow Bronze. Im Freistil gewann Iwan Zonow Silber im Halbfliegengewicht. Bronze holten Simeon Schterew im Federgewicht und Rahmat Sofiadi im Weltergewicht. 1992 konnten nur zwei Medaillen gewonnen werden, beide im Freistil. Erstmals blieb Bulgarien ohne Olympiasieg im Ringen. Walentin Gezow gewann Silber im Leichtgewicht, Walentin Jordanow Bronze im Fliegengewicht. 1996 wurde Jordanow Olympiasieger. Es blieb die einzige Medaille Bulgariens in Atlanta.
2000 in Sydney kam im Federgewicht des griechisch-römischen Stils Armen Nasarjan zum Einsatz. Nasaryan war 1996 Olympiasieger im Fliegengewicht geworden, startete aber in Atlanta für sein Geburtsland Armenien. Seit 1997 besitzt er die bulgarische Staatsbürgerschaft, in Sydney wurde er Olympiasieger. Im Leichtgewicht des Freistils holte Serafim Barsakow Silber. Nasarjan gewann 2004 noch einmal Bronze, diesmal im Leichtgewicht. Dies blieb für Bulgarien die einzige Medaille in Athen.
2008 in Peking gewannen Radoslaw Welikow im Federgewicht und Kiril Tersiew im Mittelgewicht des Freistils jeweils Bronze. Ebenfalls Bronze holte der griechisch-römische Ringer Jawor Janakiew im Mittelgewicht. Erstmals gewann eine bulgarische Ringerin eine Olympiamedaille. Stanka Slatewa gewann im Schwergewicht Silber. 2012 wiederholte sie den Medaillengewinn. In London sorgte sie für Bulgariens einzige Ringermedaille. Auch 2016 in Rio de Janeiro gab es nur eine Medaille. Eliza Jankowa holte im Fliegengewicht Bronze.
| Name               | Spiele            | Disziplin                                    | Anmerkung                                                              |
| ------------------ | ----------------- | -------------------------------------------- | ---------------------------------------------------------------------- |
| Nikola Stantschew  | 1956 Melbourne    | Mittelgewicht, Freistil                      | erster Medaillengewinn und erster Olympiasieg eines Bulgaren überhaupt |
| Dimitar Dobrew     | 1960 Rom          | Mittelgewicht, griechisch-römisch            |                                                                        |
| Enjo Waltschew     | 1964 Tokio        | Leichtgewicht, Freistil                      |                                                                        |
| Prodan Gardschew   | 1964 Tokio        | Mittelgewicht, Freistil                      |                                                                        |
| Bojan Radew        | 1964 Tokio        | Halbschwergewicht, griechisch-römisch        |                                                                        |
| Petar Kirow        | 1968 Mexiko-Stadt | Fliegengewicht, griechisch-römisch           |                                                                        |
| Bojan Radew        | 1968 Mexiko-Stadt | Halbschwergewicht, griechisch-römisch        |                                                                        |
| Petar Kirow        | 1972 München      | Fliegengewicht, griechisch-römisch           |                                                                        |
| Georgi Markow      | 1972 München      | Federgewicht, griechisch-römisch             |                                                                        |
| Chassan Issaew     | 1976 Montreal     | Halbfliegengewicht, Freistil                 |                                                                        |
| Georgi Rajkow      | 1980 Moskau       | Schwergewicht, griechisch-römisch            |                                                                        |
| Walentin Rajtschew | 1980 Moskau       | Weltergewicht, Freistil                      |                                                                        |
| Ismail Abilow      | 1980 Moskau       | Mittelgewicht, Freistil                      |                                                                        |
| Atanas Komtschew   | 1988 Seoul        | Halbschwergewicht, griechisch-römisch        |                                                                        |
| Walentin Jordanow  | 1996 Atlanta      | Fliegengewicht, Freistil                     |                                                                        |
| Armen Nasarjan     | 2000 Sydney       | Federgewicht, griechisch-römisch             |                                                                        |
| Magomed Ramasanow  | 2024 Paris        | Männer, Freistil, Klasse bis 86 kg           |                                                                        |
| Semjon Nowikow     | 2024 Paris        | Männer, griechisch-römisch, Klasse bis 87 kg |                                                                        |

| Name                   | Spiele            | Disziplin                              | Anmerkung |
| ---------------------- | ----------------- | -------------------------------------- | --------- |
| Jussein Mechmedow      | 1956 Melbourne    | Schwergewicht, Freistil                |           |
| Dimitar Dobrew         | 1956 Melbourne    | Mittelgewicht, griechisch-römisch      |           |
| Petko Sirakow          | 1956 Melbourne    | Halbschwergewicht, griechisch-römisch  |           |
| Krali Bimbalow         | 1960 Rom          | Halbschwergewicht, griechisch-römisch  |           |
| Neschdet Salew         | 1960 Rom          | Bantamgewicht, Freistil                |           |
| Stantscho Iwanow       | 1960 Rom          | Federgewicht, Freistil                 |           |
| Stantscho Iwanow       | 1964 Tokio        | Federgewicht, Freistil                 |           |
| Ljutwi Achmedow        | 1964 Tokio        | Schwergewicht, Freistil                |           |
| Angel Keresow          | 1964 Tokio        | Fliegengewicht, griechisch-römisch     |           |
| Kiril Petkow           | 1964 Tokio        | Weltergewicht, griechisch-römisch      |           |
| Enjo Todorow           | 1968 Mexiko-Stadt | Federgewicht, Freistil                 |           |
| Enjo Waltschew         | 1968 Mexiko-Stadt | Leichtgewicht, Freistil                |           |
| Osman Duraliew         | 1968 Mexiko-Stadt | Schwergewicht, Freistil                |           |
| Stojan Apostolow       | 1972 München      | Leichtgewicht, griechisch-römisch      |           |
| Alexandar Tomow        | 1972 München      | Superschwergewicht, griechisch-römisch |           |
| Ognjan Nikolow         | 1972 München      | Halbfliegengewicht, Freistil           |           |
| Osman Duraliew         | 1972 München      | Superschwergewicht, Freistil           |           |
| Stojan Nikolow         | 1976 Montreal     | Halbschwergewicht, griechisch-römisch  |           |
| Kamen Goranow          | 1976 Montreal     | Schwergewicht, griechisch-römisch      |           |
| Alexandar Tomow        | 1976 Montreal     | Superschwergewicht, griechisch-römisch |           |
| Alexandar Tomow        | 1980 Moskau       | Superschwergewicht, griechisch-römisch |           |
| Micho Dukow            | 1980 Moskau       | Federgewicht, Freistil                 |           |
| Iwan Jankow            | 1980 Moskau       | Leichtgewicht, Freistil                |           |
| Slawtscho Tscherwenkow | 1980 Moskau       | Schwergewicht, Freistil                |           |
| Stojan Balow           | 1988 Seoul        | Bantamgewicht, griechisch-römisch      |           |
| Schiwko Wangelow       | 1988 Seoul        | Federgewicht, griechisch-römisch       |           |
| Rangel Gerowski        | 1988 Seoul        | Superschwergewicht, griechisch-römisch |           |
| Iwan Zonow             | 1988 Seoul        | Halbfliegengewicht, Freistil           |           |
| Walentin Gezow         | 1992 Barcelona    | Leichtgewicht, Freistil                |           |
| Serafim Barsakow       | 2000 Sydney       | Leichtgewicht, Freistil                |           |
| Stanka Slatewa         | 2008 Peking       | Schwergewicht, Freistil                |           |
| Stanka Slatewa         | 2012 London       | Schwergewicht, Freistil                |           |

| Name              | Spiele              | Disziplin                              | Anmerkung |
| ----------------- | ------------------- | -------------------------------------- | --------- |
| Dinko Petrow      | 1960 Rom            | Bantamgewicht, griechisch-römisch      |           |
| Enjo Waltschew    | 1960 Rom            | Leichtgewicht, Freistil                |           |
| Said Mustafow     | 1964 Tokio          | Halbschwergewicht, Freistil            |           |
| Prodan Gardschew  | 1968 Mexiko-Stadt   | Mittelgewicht, Freistil                |           |
| Stefan Angelow    | 1972 München        | Halbfliegengewicht, griechisch-römisch |           |
| Iwan Krastew      | 1972 München        | Federgewicht, Freistil                 |           |
| Dimo Kostow       | 1976 Montreal       | Schwergewicht, Freistil                |           |
| Stefan Angelow    | 1976 Montreal       | Halbfliegengewicht, griechisch-römisch |           |
| Iwan Kolew        | 1976 Montreal       | Mittelgewicht, griechisch-römisch      |           |
| Mladen Mladenow   | 1980 Moskau         | Fliegengewicht, griechisch-römisch     |           |
| Pawel Pawlow      | 1980 Moskau         | Mittelgewicht, griechisch-römisch      |           |
| Nermedin Selimow  | 1980 Moskau         | Fliegengewicht, Freistil               |           |
| Bratan Zenow      | 1988 Seoul          | Halbfliegengewicht, griechisch-römisch |           |
| Simeon Schterew   | 1988 Seoul          | Federgewicht, Freistil                 |           |
| Rahmat Sofiadi    | 1988 Seoul          | Weltergewicht, Freistil                |           |
| Walentin Jordanow | 1992 Barcelona      | Fliegengewicht, Freistil               |           |
| Armen Nasarjan    | 2004 Athen          | Leichtgewicht, griechisch-römisch      |           |
| Jawor Janakiew    | 2008 Peking         | Mittelgewicht, griechisch-römisch      |           |
| Radoslaw Welikow  | 2008 Peking         | Federgewicht, Freistil                 |           |
| Kiril Tersiew     | 2008 Peking         | Mittelgewicht, Freistil                |           |
| Eliza Jankowa     | 2016 Rio de Janeiro | Fliegengewicht, Freistil               |           |
| Ewelina Nikolowa  | 2020 Tokio          | Klasse bis 57 kg                       |           |
| Tajbe Jussein     | 2020 Tokio          | Klasse bis 62 kg                       |           |

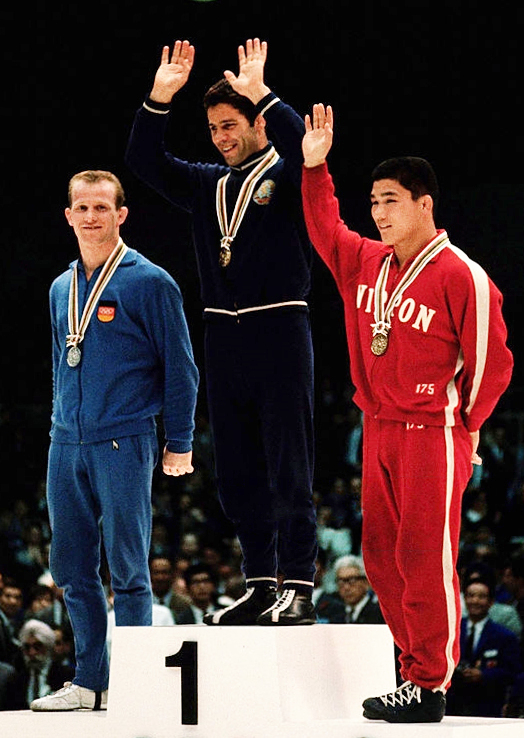
Siegerehrung 1964: in der Mitte Olympiasieger Enjo Waltschew
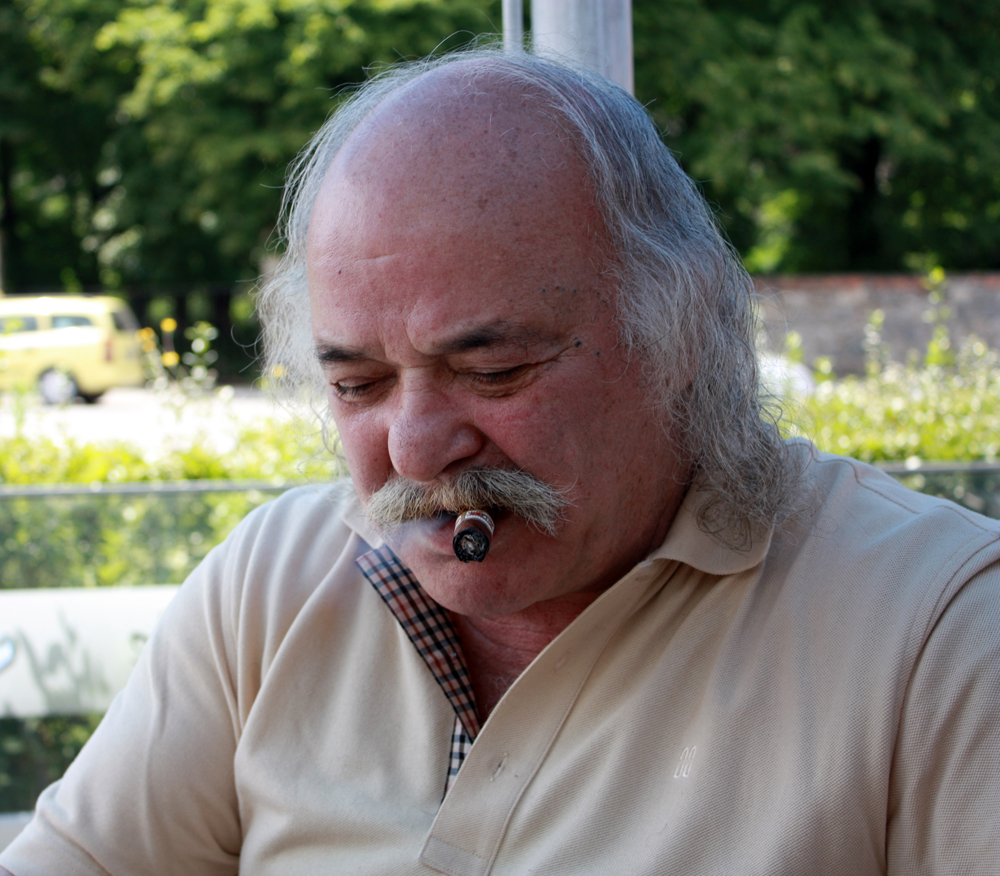
Bojan Radev, Olympiasieger von 1964 und 1968, im Jahr 2010
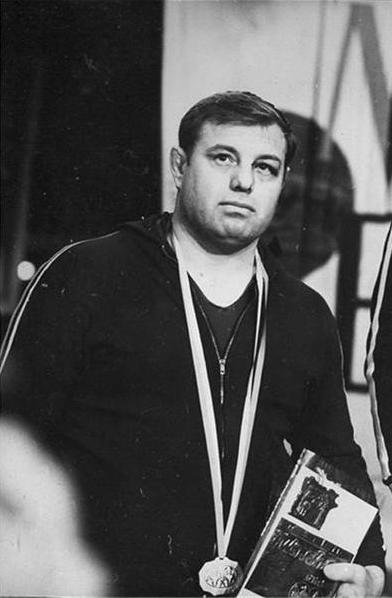
Osman Duraliew, Silber 1968 und 1972
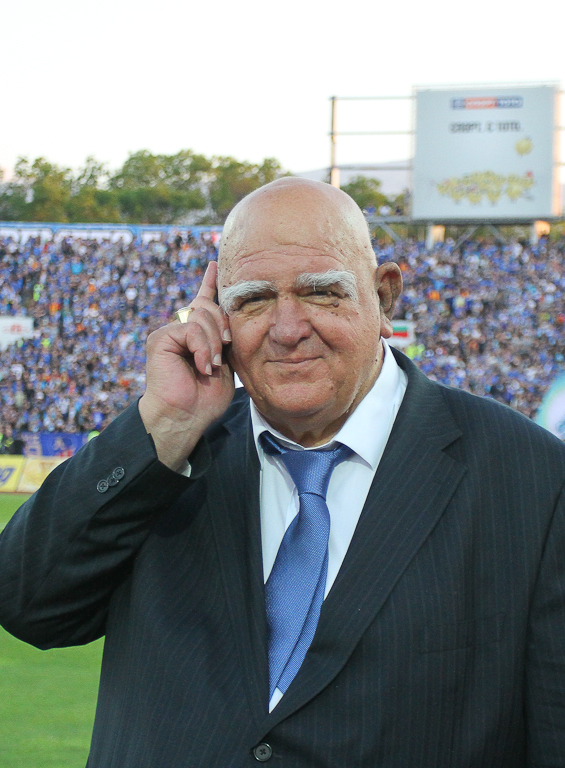
Alexandar Tomow, Silber 1972, 1976 und 1980, im Jahr 2014
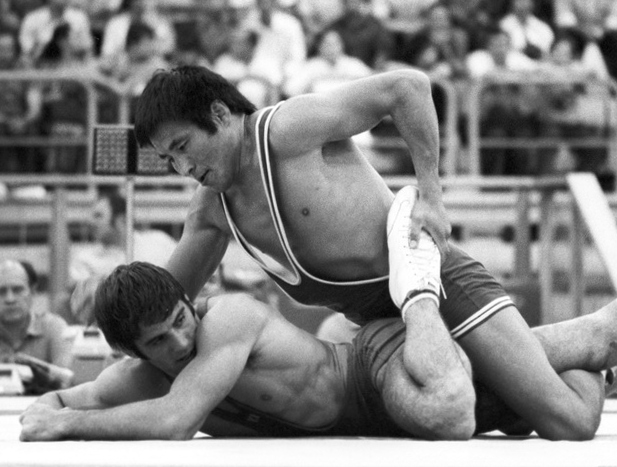
Walentin Rajtschew (unten) in seinem Finalrundenkampf gegen den Mongolen Dschamtsyn Dawaadschaw
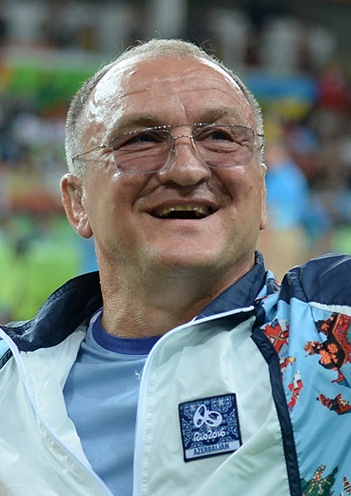
Simeon Schterew, Bronze 1988, als Trainer 2016 in Rio de Janeiro
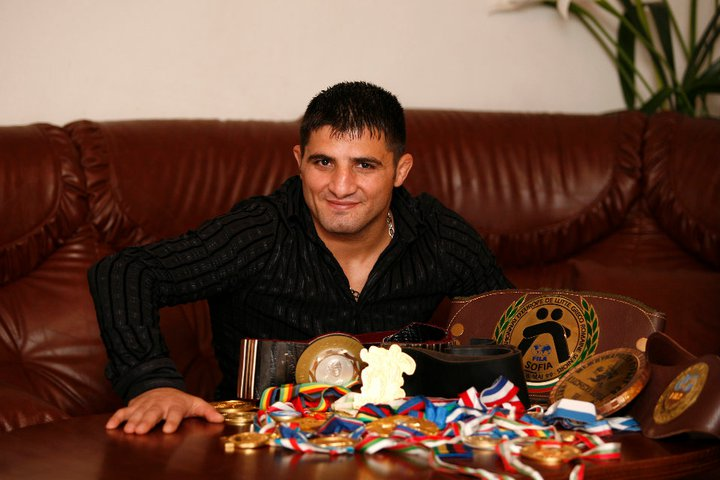
Armen Nasarjan, Olympiasieger 2000, Bronze 2004
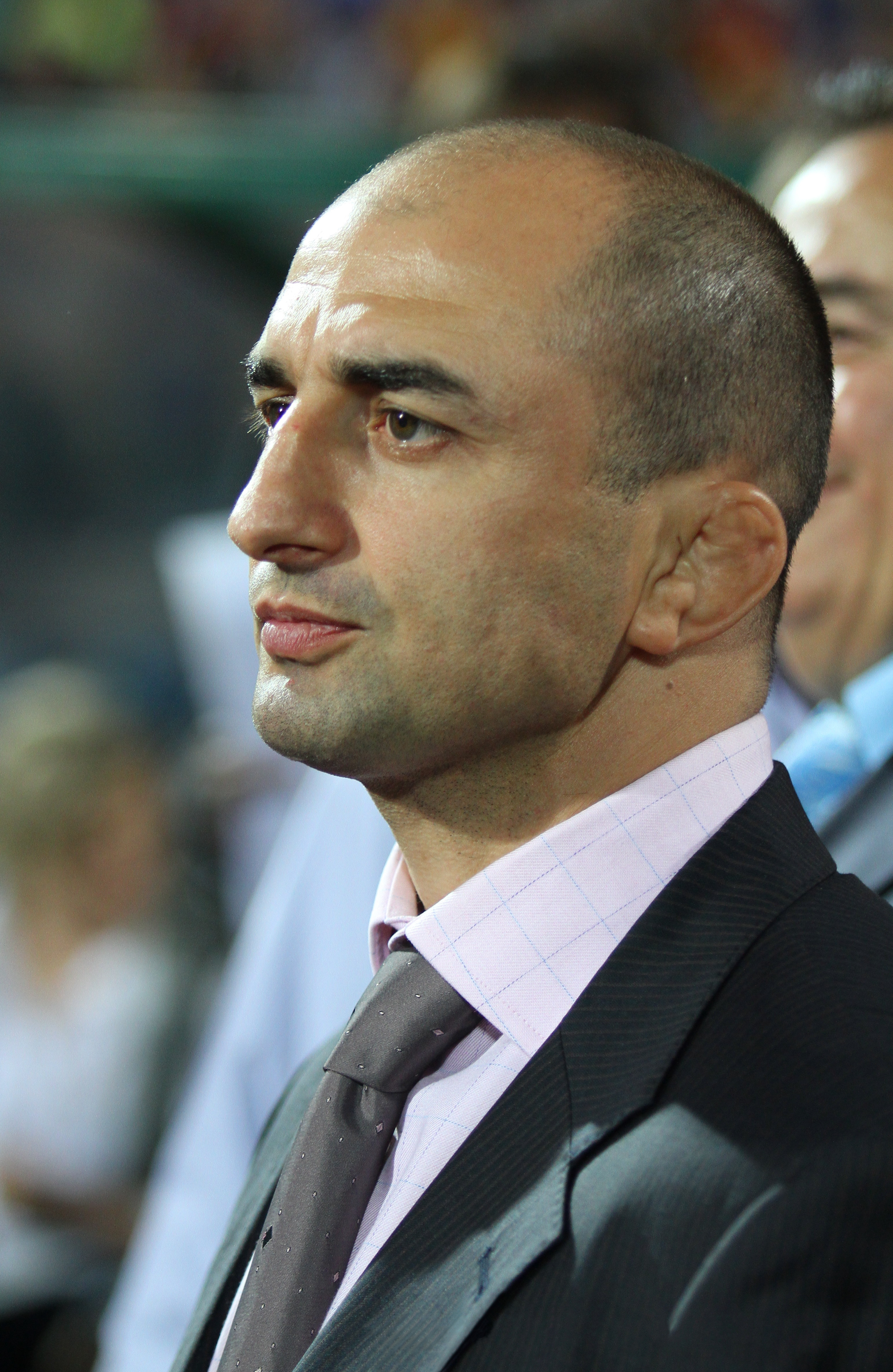
Serafim Barsakow, Silber 2000, im Jahr 2014
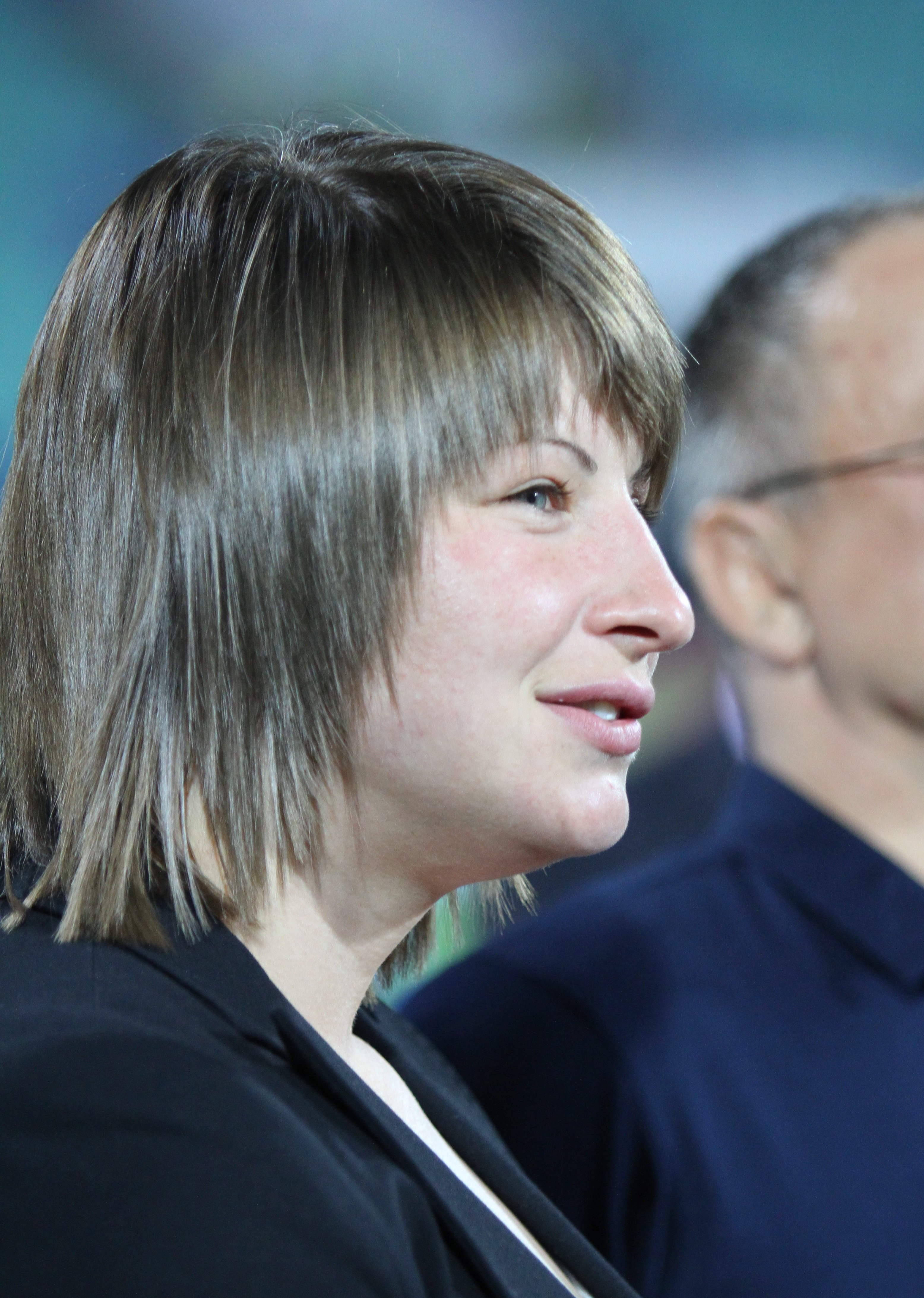
Stanka Slatewa, Silber 2008 und 2012
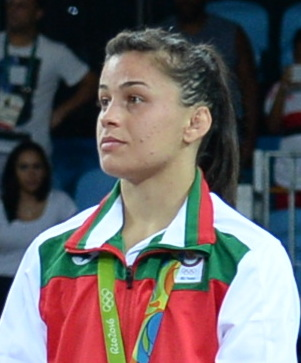
Eliza Jankowa, Bronze 2016

#### Rudern
| Gelbes Symbol für Goldmedaillen mit stilisierten Olympischen Ringen | Graues Symbol für Silbermedaillen mit stilisierten Olympischen Ringen | Braundes Symbol für Bronzemedaillen mit stilisierten Olympischen Ringen |
| ------------------------------------------------------------------- | --------------------------------------------------------------------- | ----------------------------------------------------------------------- |
| 3                                                                   | 4                                                                     | 7                                                                       |

Erstmals war Bulgarien 1968 bei einer olympischen Ruderregatta vertreten. Der Doppelzweier der Männer erreichte das Ziel auf Platz 4. Die Frauen, 1976 erstmals am Start, sorgten sogleich für die ersten Medaillen und Olympiasiege. Sowohl der Doppelzweier als auch der Zweier ohne Steuerfrau wurden Olympiasieger. Der Vierer mit Steuerfrau gewann Silber. Rosiza Spasowa im Einer und der Doppelvierer erreichten Platz 4. Bei den Männern wurde der Zweier mit Steuermann Vierter. Der Zweier ohne Steuermann, der Vierer mit Steuermann und der Doppelvierer kaman als Fünfte ins Ziel.
1980 in Moskau gewann der Vierer mit Steuerfrau erneut Silber. Der Zweier ohne Steuerfrau und der Doppelvierer gewannen Bronze. Der Frauen-Achter, der Doppelzweier und erneut Rosiza Spasowa im Einer belegten Platz 4. Bei den Männern gewann der Doppelvierer Bronze. Der Zweier und der Vierer jeweils mit Steuermann wurden Fünfte.
1988 sorgten die Frauen für die Medaillengewinne. Der Zweier ohne Steuerfrau gewann Silber, der Doppelzweier Bronze. Auch Magdalena Georgiewa fuhr im Einer zur Bronzemedaille. Der Vierer mit Steuerfrau und der Doppelvierer belegten Platz 4, der Achter Platz 5. Bei den Männern fuhr der Zweier mit Steuermann auf Platz 5. In Barcelona blieb die bulgarische Mannschaft medaillenlos. Die beste Platzierung gelang mit Rang 6 dem Zweier ohne Steuerfrau.
Auch 1996 konnte keine Medaille gewonnen werden. Erst 2000 in Sydney gewann Rumjana Nejkowa Silber im Einer. Bei den Männern ruderte Iwo Janakiew im Einer auf Platz 5. Nejkowa und Janakiew konnten 2004 in Athen jeweils Bronze gewinnen. Der Doppelzweier der Frauen erreichte Platz 4. 2008 in Peking wurde Nejkowa schließlich Olympiasiegerin.
| Name                                   | Spiele        | Disziplin              | Anmerkung                              |
| -------------------------------------- | ------------- | ---------------------- | -------------------------------------- |
| Swetla Ozetowa Sdrawka Jordanowa       | 1976 Montreal | Doppelzweier           | erster Medaillengewinn und Olympiasieg |
| Sika Kelbetschewa Stojanka Gruitschewa | 1976 Montreal | Zweier ohne Steuerfrau |                                        |
| Rumjana Nejkowa                        | 2008 Peking   | Einer                  |                                        |

| Name                                                                       | Spiele        | Disziplin              | Anmerkung |
| -------------------------------------------------------------------------- | ------------- | ---------------------- | --------- |
| Ginka Gjurowa Liljana Wasewa Reni Jordanowa Marijka Modewa Kapka Georgiewa | 1976 Montreal | Vierer mit Steuerfrau  |           |
| Ginka Gjurowa Marijka Modewa Rita Todorowa Iskra Welinowa Nadija Filipowa  | 1980 Moskau   | Vierer mit Steuerfrau  |           |
| Radka Stojanowa Lalka Berberowa                                            | 1988 Seoul    | Zweier ohne Steuerfrau |           |
| Rumjana Nejkowa                                                            | 2000 Sydney   | Einer                  |           |

| Name                                                                             | Spiele      | Disziplin              | Anmerkung |
| -------------------------------------------------------------------------------- | ----------- | ---------------------- | --------- |
| Mintscho Nikolow Ljubomir Petrow Iwo Russew Bogdan Dobrew                        | 1980 Moskau | Doppelvierer           |           |
| Mariana Serbessowa Rumeljana Bontschewa Dolores Nakowa Anka Bakowa Ani Georgiewa | 1980 Moskau | Doppelvierer           |           |
| Sika Barbulowa Stojanka Kurbatowa                                                | 1980 Moskau | Zweier ohne Steuerfrau |           |
| Magdalena Georgiewa                                                              | 1988 Seoul  | Einer                  |           |
| Violeta Ninowa Stefka Madina                                                     | 1988 Seoul  | Doppelzweier           |           |
| Iwo Janakiew                                                                     | 2004 Athen  | Einer                  |           |
| Rumjana Nejkowa                                                                  | 2004 Athen  | Einer                  |           |

#### Schießen
| Gelbes Symbol für Goldmedaillen mit stilisierten Olympischen Ringen | Graues Symbol für Silbermedaillen mit stilisierten Olympischen Ringen | Braundes Symbol für Bronzemedaillen mit stilisierten Olympischen Ringen |
| ------------------------------------------------------------------- | --------------------------------------------------------------------- | ----------------------------------------------------------------------- |
| 4                                                                   | 7                                                                     | 6                                                                       |

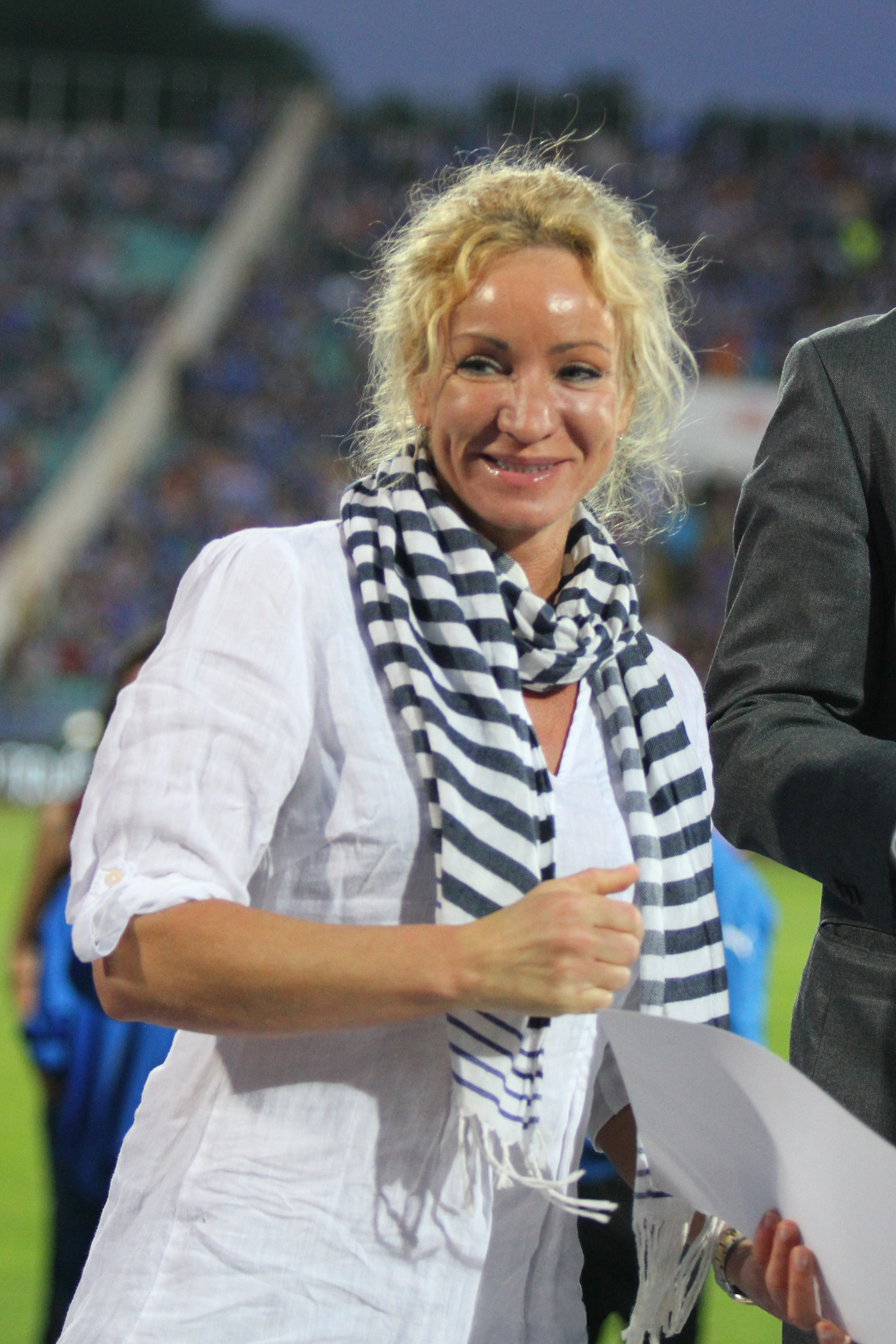
Marija Grosdewa, Olympiasiegerin von 2000 und 2004

1936 nahm erstmals ein bulgarischer Schütze teil. 1964 gewann Welitschko Welitschkow mit Silber im Dreistellungskampf mit dem Kleinkalibergewehr die erste bulgarische Schützenmedaille. 1972 wurde Dentscho Denew Siebter mit der Schnellfeuerpistole. Mit der freien Pistole erreichte er 1976 Platz 8. 1980 wurden zwei Bronzemedaillen gewonnen. Ljubtscho Djakow gewann Bronze mit der freien Pistole, im Liegendanschlag mit dem Kleinkalibergewehr gewann Petar Zaprianow ebenfalls Bronze. Hier erreichte Nonka Matowa Platz 7, im Dreistellungskampf wurde sie Sechste.
1988 wurde Tanju Kirjakow mit der Luftpistole erster bulgarischer Olympiasieger im Schießen. Mit der freien Pistole wurde er Vierter. Im Dreistellungskampf mit dem Kleinkalibergewehr konnte Wessela Letschewa Silber gewinnen. 1992 gewann sie Silber mit dem Luftgewehr. Nonka Matowa gewann Silber im Dreistellungskampf mit dem Kleinkalibergewehr, Letschewa wurde hier Sechste. Mit der Luftpistole holte Marija Grosdewa Bronze.
Tanju Kirjakow trat 1996 mit der Luftpistole an und gewann Bronze. Mit der Schnellfeuerpistole holte Emil Milew Silber, ebenso Diana Jorgowa mit der Sportpistole. Marija Grosdewa wiederholte ihre Bronzemedaille mit der Luftpistole. 2000 wurden Tanju Kirjakow mit der freien Pistole und Marija Grosdewa mit der Sportpistole Olympiasieger. Emil Milew belegte mit der Schnellfeuerpistole Platz 4.
2004 verteidigte Marija Grosdewa ihren Olympiasieg mit der Sportpistole. Mit der Luftpistole holte sie zudem Bronze. Tanju Kirjakow erreichte mit der Luftpistole Platz 4. 2008 wurde Tanju Kirjakow bei seiner sechsten Teilnahme an Olympischen Spielen Sechster mit der freien Pistole. Marija Grosdewa wurde Fünfte mit der Sportpistole und belegte 2012, bei ihrer sechsten Teilnahme, Platz 9.
| Name            | Spiele      | Disziplin     | Anmerkung          |
| --------------- | ----------- | ------------- | ------------------ |
| Tanju Kirjakow  | 1988 Seoul  | Luftpistole   | erster Olympiasieg |
| Tanju Kirjakow  | 2000 Sydney | freie Pistole |                    |
| Marija Grosdewa | 2000 Sydney | Sportpistole  |                    |
| Marija Grosdewa | 2004 Athen  | Sportpistole  |                    |

| Name                   | Spiele         | Disziplin                             | Anmerkung              |
| ---------------------- | -------------- | ------------------------------------- | ---------------------- |
| Welitschko Welitschkow | 1964 Tokio     | Kleinkalibergewehr Dreistellungskampf | erster Medaillengewinn |
| Wessela Letschewa      | 1988 Seoul     | Kleinkalibergewehr Dreistellungskampf |                        |
| Wessela Letschewa      | 1992 Barcelona | Luftgewehr                            |                        |
| Nonka Matowa           | 1992 Barcelona | Kleinkalibergewehr Dreistellungskampf |                        |
| Emil Milew             | 1996 Atlanta   | Schnellfeuerpistole                   |                        |
| Diana Jorgowa          | 1996 Atlanta   | Sportpistole                          |                        |
| Antoaneta Kostadinowa  | 2020 Tokio     | Luftpistole 10 Meter                  |                        |

| Name             | Spiele         | Disziplin                  | Anmerkung |
| ---------------- | -------------- | -------------------------- | --------- |
| Ljubtscho Djakow | 1980 Moskau    | freie Pistole              |           |
| Petar Saprjanow  | 1980 Moskau    | Kleinkalibergewehr liegend |           |
| Marija Grosdewa  | 1992 Barcelona | Luftpistole                |           |
| Tanju Kirjakow   | 1996 Atlanta   | Luftpistole                |           |
| Marija Grosdewa  | 1996 Atlanta   | Luftpistole                |           |
| Marija Grosdewa  | 2004 Athen     | Luftpistole                |           |

#### Schwimmen
| Gelbes Symbol für Goldmedaillen mit stilisierten Olympischen Ringen | Graues Symbol für Silbermedaillen mit stilisierten Olympischen Ringen | Braundes Symbol für Bronzemedaillen mit stilisierten Olympischen Ringen |
| ------------------------------------------------------------------- | --------------------------------------------------------------------- | ----------------------------------------------------------------------- |
| 1                                                                   | 1                                                                     | 1                                                                       |

Die ersten bulgarischen Schwimmer nahmen 1968 teil. Ein erster Erfolg war 1980 der sechste Platz von Sonja Dangalakowa über 400 Meter Lagen. 1988 wurde ein kompletter Medaillensatz gewonnen. Die erste Medaille gewann Antoaneta Frenkewa mit Bronze über 200 Meter Brust. Ihre Teamkameradin Tanja Dangalakowa wurde Vierte. Über die 100-Meter-Distanz wurde Tanja Dangalakowa Olympiasiegerin, Antoaneta Frenkewa gewann Silber.
| Name              | Spiele     | Disziplin       | Anmerkung |
| ----------------- | ---------- | --------------- | --------- |
| Tanja Dangalakowa | 1988 Seoul | 100 Meter Brust |           |

| Name               | Spiele     | Disziplin       | Anmerkung |
| ------------------ | ---------- | --------------- | --------- |
| Antoaneta Frenkewa | 1988 Seoul | 100 Meter Brust |           |

| Name               | Spiele     | Disziplin       | Anmerkung |
| ------------------ | ---------- | --------------- | --------- |
| Antoaneta Frenkewa | 1988 Seoul | 200 Meter Brust |           |

#### Segeln
| Gelbes Symbol für Goldmedaillen mit stilisierten Olympischen Ringen | Graues Symbol für Silbermedaillen mit stilisierten Olympischen Ringen | Braundes Symbol für Bronzemedaillen mit stilisierten Olympischen Ringen |
| ------------------------------------------------------------------- | --------------------------------------------------------------------- | ----------------------------------------------------------------------- |
| —                                                                   | —                                                                     | —                                                                       |

Die erste Segelregatta mit bulgarischer Beteiligung fand 1980 statt. Hier wurde auch das beste Resultat erzielt. Das Boot der Tornado-Klasse belegte Rang 10.

#### Taekwondo
| Gelbes Symbol für Goldmedaillen mit stilisierten Olympischen Ringen | Graues Symbol für Silbermedaillen mit stilisierten Olympischen Ringen | Braundes Symbol für Bronzemedaillen mit stilisierten Olympischen Ringen |
| ------------------------------------------------------------------- | --------------------------------------------------------------------- | ----------------------------------------------------------------------- |
| —                                                                   | —                                                                     | 1                                                                       |

| Name           | Spiele     | Disziplin     | Anmerkung                |
| -------------- | ---------- | ------------- | ------------------------ |
| Kimia Alisadeh | 2024 Paris | Mittelgewicht | Frauen, Klasse bis 57 kg |

#### Tennis
| Gelbes Symbol für Goldmedaillen mit stilisierten Olympischen Ringen | Graues Symbol für Silbermedaillen mit stilisierten Olympischen Ringen | Braundes Symbol für Bronzemedaillen mit stilisierten Olympischen Ringen |
| ------------------------------------------------------------------- | --------------------------------------------------------------------- | ----------------------------------------------------------------------- |
| —                                                                   | —                                                                     | 1                                                                       |

Seit 1988 ist Tennis wieder olympische Sportart. Bei der Wiederaufnahme dieser Sportart gewann Manuela Maleeva Bronze im Damen-Einzel. 1992 schaltete sie in der ersten Runde die Schweizerin Emanuela Zardo aus. In der dritten Runde verlor sie gegen die Deutsche Steffi Graf.
| Name            | Spiele     | Disziplin    | Anmerkung              |
| --------------- | ---------- | ------------ | ---------------------- |
| Manuela Maleeva | 1988 Seoul | Damen Einzel | erster Medaillengewinn |

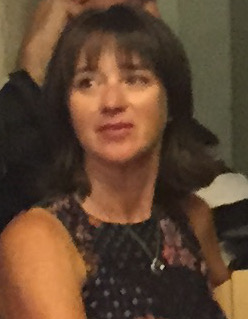
Manuela Maleeva, Bronze 1988

#### Tischtennis
| Gelbes Symbol für Goldmedaillen mit stilisierten Olympischen Ringen | Graues Symbol für Silbermedaillen mit stilisierten Olympischen Ringen | Braundes Symbol für Bronzemedaillen mit stilisierten Olympischen Ringen |
| ------------------------------------------------------------------- | --------------------------------------------------------------------- | ----------------------------------------------------------------------- |
| —                                                                   | —                                                                     | —                                                                       |

Bulgarische Tischtennisspieler nahmen bislang nur 1988 und 1992 teil. Das beste Ergebnis erzielte Daniela Gergeltschewa mit dem Erreichen des Achtelfinals.

#### Turnen
| Gelbes Symbol für Goldmedaillen mit stilisierten Olympischen Ringen | Graues Symbol für Silbermedaillen mit stilisierten Olympischen Ringen | Braundes Symbol für Bronzemedaillen mit stilisierten Olympischen Ringen |
| ------------------------------------------------------------------- | --------------------------------------------------------------------- | ----------------------------------------------------------------------- |
| 2                                                                   | 2                                                                     | 6                                                                       |

An olympischen Turnturniern nehmen bulgarische Sportler seit 1936 teil. Es sollte bis 1960 dauern, bis ein erster Erfolg verzeichnet werden konnte. Welik Kapsasow gewann Bronze an den Ringen. 20 Jahre später, 1980 in Moskau, wurde Stojan Deltschew Bulgariens erster Turnolympiasieger durch seinen Sieg am Reck. Im Einzel-Mehrkampf holte er zudem Bronze. Er konnte sich für weitere drei Gerätefinals qualifizieren. An den Ringen, am Barren und im Pferdsprung belegte er jeweils den fünften Platz. Die Mehrkampfmannschaft belegte Platz 5.
In Seoul wurden sowohl die Männermannschaft als auch die Frauenmannschaft Fünfte im Mehrkampf. Bei den Männern ergaben sich fünf Finalteilnahmen. Ljubomir Geraskow wurde Olympiasieger am Pauschenpferd. Den Olympiasieg teilte er sich mit Dmitri Bilosertschew aus der Sowjetunion und Zsolt Borkai aus Ungarn. Einen dreifachen Olympiasieg an einem Gerät hatte es zuvor erst ein Mal, 1948 in London ebenfalls am Pauschenpferd, gegeben. Kalofer Christossow wurde jeweils Vierter am Barren und an den Ringen sowie Siebter am Boden. Dejan Kolew wurde Vierter im Pferdsprung. Bei den Frauen qualifizierten sich vier Starterinnen für ein Gerätefinale. Diana Dudewa gewann Bronze am Boden, Deljana Wodenitscharowa wurde Vierte. Am Schwebebalken erreichte Diana Dudewa Platz 6, im Pferdsprung wurde Borjana Stojanowa Vierte. 
1992 erreichten nur Kalofer Christossow an den Ringen und Silvia Mitowa am Boden ein Gerätefinale. Beide belegten Rang 8. In der Rhythmischen Sportgymnastik belegte Marija Petrowa Platz 5. Diese Platzierung erreichte sie auch 1996 in Atlanta. Die Gymnastikgruppe gewann Silber. Bei den Geräteturnern belegte die Mehrkampfmannschaft der Männer Platz 6. Krassimir Dunew gewann am Reck Silber. Iwan Iwanow wurde jeweils Vierter im Pferdsprung und am Boden. Ebenfalls Platz 4 belegte Jordan Jowtschew am Barren. Jowtschew konnte 2000 in Sydney zwei Bronzemedaillen am Boden und an den Ringen gewinnen. Im Einzel-Mehrkampf wurde er Achter. 2004 in Athen wiederholte er die Bronzemedaille am Boden. An den Ringen gewann er diesmal Silber. Filip Janew wurde im Pferdsprung Fünfter. Die Gymnastikgruppe gewann Bronze, im Einzel belegte Simona Pejtschewa Platz 6.
2008 erreichte Jowtschew wieder das Finale an den Ringen. Diesmal belegte er Rang 8. 2012, bei seiner sechsten Teilnahme an Olympischen Spielen, wurde er Siebter. 2016 gewann die Gymnastikgruppe eine Bronzemedaille. Im Einzel wurde Newjana Wladinowa Siebte.
| Name              | Spiele      | Disziplin     | Anmerkung          |
| ----------------- | ----------- | ------------- | ------------------ |
| Stojan Deltschew  | 1980 Moskau | Reck          | erster Olympiasieg |
| Ljubomir Geraskow | 1988 Seoul  | Pauschenpferd |                    |

| Name             | Spiele       | Disziplin | Anmerkung |
| ---------------- | ------------ | --------- | --------- |
| Krassimir Dunew  | 1996 Atlanta | Reck      |           |
| Jordan Jowtschew | 2004 Athen   | Ringe     |           |

| Name             | Spiele      | Disziplin        | Anmerkung              |
| ---------------- | ----------- | ---------------- | ---------------------- |
| Welik Kapsasow   | 1960 Rom    | Ringe            | erster Medaillengewinn |
| Stojan Deltschew | 1980 Moskau | Mehrkampf Einzel |                        |
| Diana Dudewa     | 1988 Seoul  | Boden            |                        |
| Jordan Jowtschew | 2000 Sydney | Boden            |                        |
| Jordan Jowtschew | 2000 Sydney | Ringe            |                        |
| Jordan Jowtschew | 2004 Athen  | Boden            |                        |

#### Volleyball
| Gelbes Symbol für Goldmedaillen mit stilisierten Olympischen Ringen | Graues Symbol für Silbermedaillen mit stilisierten Olympischen Ringen | Braundes Symbol für Bronzemedaillen mit stilisierten Olympischen Ringen |
| ------------------------------------------------------------------- | --------------------------------------------------------------------- | ----------------------------------------------------------------------- |
| —                                                                   | 1                                                                     | 1                                                                       |

Bei der olympischen Premiere der Sportart 1964 in Tokio hatte sich eine bulgarische Männermannschaft qualifiziert. Mit fünf Siegen in neun Spielen belegte sie Platz 5. 1968 schaffte man vier Siege in neun Spielen, gegen die DDR unterlag man mit 2:3. Am Ende lag Bulgarien auf Platz 6. 1972 schafften die Männer vier Siege in fünf Vorrundenspielen. Im Halbfinale unterlag man Japan mit 2:3 und im Spiel um Bronze der Sowjetunion mit 0:3.
1980 waren auch die Frauen qualifiziert. Die Frauen siegten in drei Vorrundenspielen zwei Mal, verloren dann das Halbfinale gegen die DDR mit 2:3. Das Spiel um Bronze gegen Ungarn konnten sie mit 3:2 gewinnen und waren somit die ersten Medaillengewinner des Landes im Volleyball. Nur wenige Tage später zogen die Männer nach. Sie schafften in vier Vorrundenspielen drei Siege und trafen im Halbfinale auf Polen. Ein 3:0-Sieg brachte das Team ins Finale. Gegen den Gastgeber Sowjetunion verlor man mit 1:3.
1988 waren wieder nur die Männer dabei. Das Team konnte nur zwei der fünf Vorrundenspiele gewinnen. Als Gruppenvierter war man für die Platzierungsrunde um die Plätze 5 bis 8 qualifiziert. Ein Sieg über Frankreich und eine Niederlage gegen die Niederlande brachten die Mannschaft auf Platz 6. 1996 erreichten die Männer das Viertelfinale und unterlagen dort den Niederlanden. In der Platzierungsrunde unterlag man zunächst Kuba, konnte dann aber das Spiel um Platz 7 gegen Argentinien gewinnen.
Erst 2008 war wieder eine Männermannschaft für ein olympisches Turnier qualifiziert. Wieder qualifizierte man sich für das Viertelfinale, unterlag dort jedoch Russland mit 1:3. Auch 2012 erreichte Bulgarien das Viertelfinale. Gegner Deutschland wurde mit 3:0 besiegt. Im Halbfinale unterlag man Russland mit 1:3, das Spiel um Bronze gegen Italien ging mit 1:3 verloren.
| Name                          | Spiele      | Disziplin     | Anmerkung |
| ----------------------------- | ----------- | ------------- | --------- |
| Nationalmannschaft der Männer | 1980 Moskau | Männerturnier |           |

| Name                          | Spiele      | Disziplin     | Anmerkung              |
| ----------------------------- | ----------- | ------------- | ---------------------- |
| Nationalmannschaft der Frauen | 1980 Moskau | Frauenturnier | erster Medaillengewinn |

#### Wasserball
| Gelbes Symbol für Goldmedaillen mit stilisierten Olympischen Ringen | Graues Symbol für Silbermedaillen mit stilisierten Olympischen Ringen | Braundes Symbol für Bronzemedaillen mit stilisierten Olympischen Ringen |
| ------------------------------------------------------------------- | --------------------------------------------------------------------- | ----------------------------------------------------------------------- |
| —                                                                   | —                                                                     | —                                                                       |

Zwei Mal, 1972 und 1980, nahm eine bulgarische Wasserballmannschaft an einem olympischen Turnier teil. In vier Spielen schaffte Bulgarien 1972 nur einen Sieg. In der Finalrunde zur Ermittlung der Platzierungen von Platz 7 bis 12 gelangen nur zwei Unentschieden. Damit erreichte das Team den elften Platz. 1980 blieb die Mannschaft sieglos. Alle vier Gruppenspiele wurden verloren, ebenso alle Spiele der Platzierungsgruppe.

#### Wasserspringen
| Gelbes Symbol für Goldmedaillen mit stilisierten Olympischen Ringen | Graues Symbol für Silbermedaillen mit stilisierten Olympischen Ringen | Braundes Symbol für Bronzemedaillen mit stilisierten Olympischen Ringen |
| ------------------------------------------------------------------- | --------------------------------------------------------------------- | ----------------------------------------------------------------------- |
| —                                                                   | —                                                                     | —                                                                       |

Die ersten Wasserspringer gingen 1980 an den Start. Am erfolgreichsten schnitt 1980 Petar Georgiew ab, der im Kunstspringen Platz 13 erreichte.

### Winterspiele
| Gelbes Symbol für Goldmedaillen mit stilisierten Olympischen Ringen | Graues Symbol für Silbermedaillen mit stilisierten Olympischen Ringen | Braundes Symbol für Bronzemedaillen mit stilisierten Olympischen Ringen |
| ------------------------------------------------------------------- | --------------------------------------------------------------------- | ----------------------------------------------------------------------- |
| 1                                                                   | 2                                                                     | 3                                                                       |

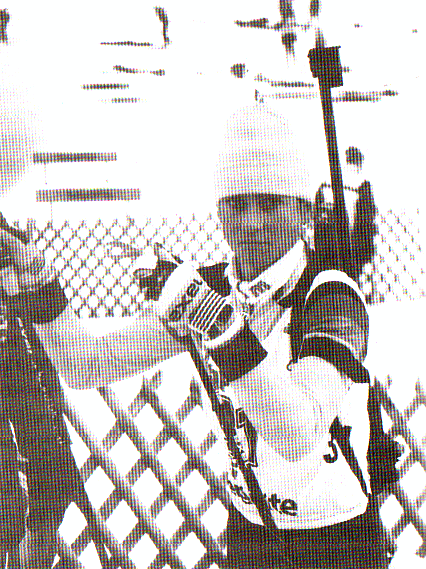
Die Biathletin Nadeschda Alexiewa

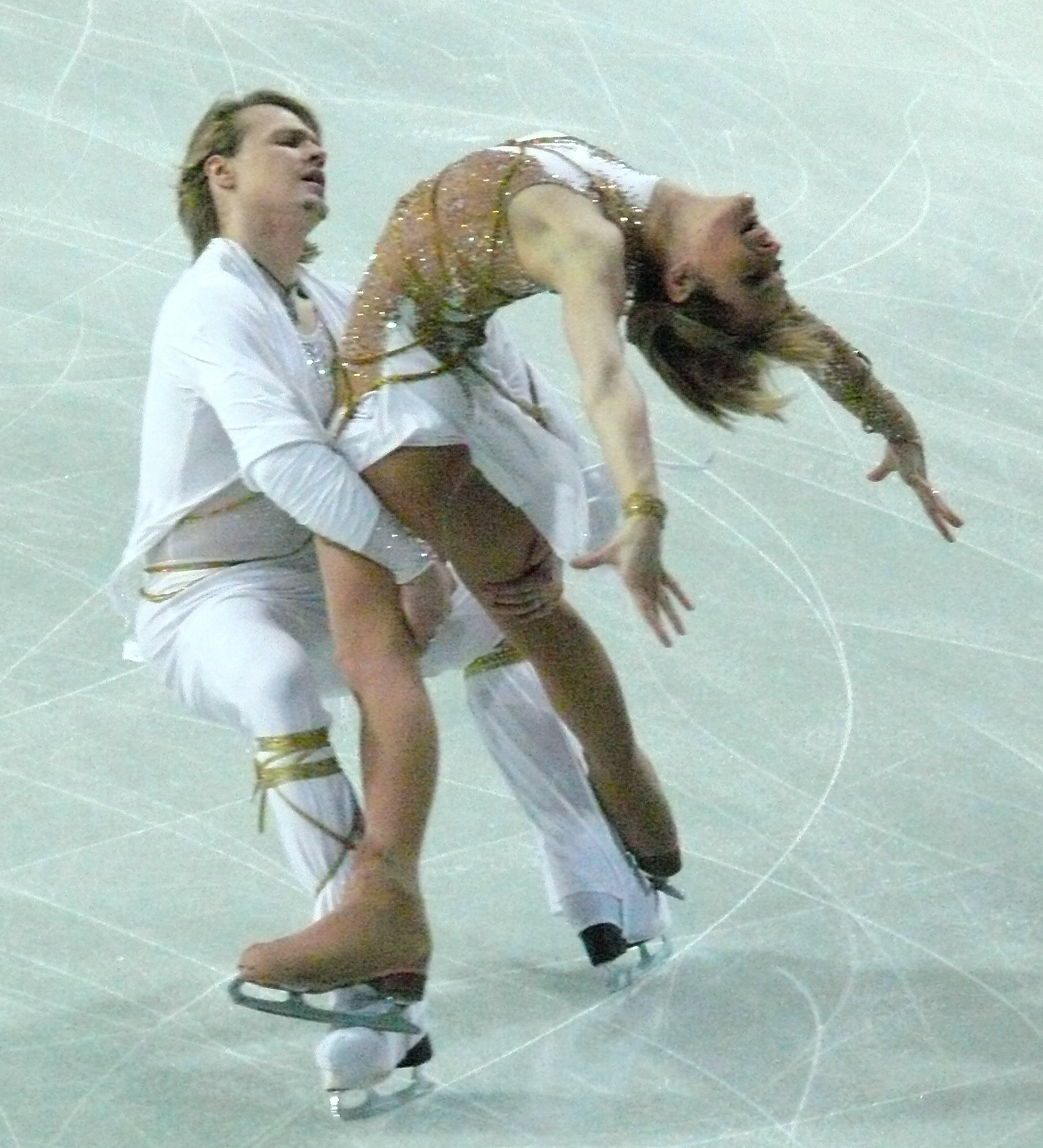
Das Eistanzpaar Maxim Stawiski und Albena Denkowa (2007)

Seit 1936 nimmt Bulgarien an Olympischen Winterspielen teil. In Garmisch-Partenkirchen starteten die Teilnehmer in den Sportarten alpiner Skisport und Skilanglauf. Bei folgenden Winterspielen gingen bulgarische Athleten in den Sportarten Nordische Kombination (ab 1948), Biathlon und Eishockey (ab 1976), Eiskunstlauf und Skispringen (ab 1984), Rodeln und Bobsport (ab 1988), Short Track (ab 1994), Snowboarding (ab 1998),
Einen ersten Erfolg konnte 1960 die Skilangläuferin Krastana Stojewa verzeichnen. Über 10 Kilometer erreichte sie Platz 9. Die Staffel der Frauen belegte 1964 Rang 5. Beim olympischen Eishockeyturnier von 1976 verlor die bulgarische Mannschaft alle ihrer sechs Spiele, darunter mit 2:6 gegen Österreich und mit 3:8 gegen die Schweiz.
1980 kam der erste Medaillengewinn zu Stande. Der Skilangläufer Iwan Lebanow gewann im Rennen über 30 Kilometer die Bronzemedaille. Der Skirennfahrer Petar Popangelow wurde im Slalom Sechster. 1984 konnte er diese Platzierung wiederholen.
Die Biathletinnen machten 1992 in Albertville auf sich aufmerksam. Im Sprint belegten Nadeschda Alexiewa Platz 4 und Silwana Blagoewa Platz 8. Beide belegten mit der Staffel Platz 4. Über 15 Kilometer erreichte Alexiewa als Fünfte das Ziel.
Biathletinnen waren 1998 auch für den ersten bulgarischen Olympiasieg bei Winterspielen verantwortlich. Ekaterina Dafowska wurde Olympiasiegerin im Sprint. Pawlina Filipowa belegte Rang 4. 2002 gewann Irina Nikultschina Bronze in der Verfolgung. Ekaterina Dafowska wurde Fünfte über 15 Kilometer. Beide belegten mit der Staffel Platz 4. Im Short Track konnte Ewgenija Radanowa zwei Medaillen gewinnen. Über 500 Meter gewann sie Silber, über 1500 Meter Bronze. Über 1000 Meter wurde sie Fünfte, mit der Staffel belegte sie Platz 6. Das Eistanzpaar Albena Denkowa und Maxim Stawiski erreichte Platz 7.
2006 gewann Ewgenija Radanowa eine weitere Silbermedaille im Short Track über 500 Meter. Über 1500 Meter wurde sie Sechste. Im Biathlon wurde Ekaterina Dafowska Achte im Massenstart. Im Eistanz wurde das Paar Denkowa/Stawiski Fünfte. Bei ihrer fünften Teilnahme an Winterspielen wurde Ewgenija Radanowa 2010 in Vancouver Siebte über 1500 Meter. Es waren ihre insgesamt sechsten Olympischen Spiele, sie war 2004 bei den Sommerspielen in Athen im Radsport angetreten.
2014 erreicht die Snowboarderin Alexandra Schekowa im Boardercross Platz 5. 2018 wurde sie Sechste.
| Name               | Spiele      | Sportart | Disziplin | Anmerkung          |
| ------------------ | ----------- | -------- | --------- | ------------------ |
| Ekaterina Dafowska | 1998 Nagano | Biathlon | Sprint    | erster Olympiasieg |

| Name              | Spiele              | Sportart    | Disziplin | Anmerkung |
| ----------------- | ------------------- | ----------- | --------- | --------- |
| Ewgenija Radanowa | 2002 Salt Lake City | Short Track | 500 Meter |           |
| Ewgenija Radanowa | 2006 Turin          | Short Track | 500 Meter |           |

| Name               | Spiele              | Sportart    | Disziplin    | Anmerkung              |
| ------------------ | ------------------- | ----------- | ------------ | ---------------------- |
| Iwan Lebanow       | 1980 Lake Placid    | Biathlon    | 30 Kilometer | erster Medaillengewinn |
| Irina Nikultschina | 2002 Salt Lake City | Biathlon    | Verfolgung   |                        |
| Ewgenija Radanowa  | 2002 Salt Lake City | Short Track | 1500 Meter   |                        |

### Kunstwettbewerbe
Bei den olympischen Kunstwettbewerben waren bulgarische Künstler erstmals 1932 vertreten. In Los Angeles waren sie die einzigen Teilnehmer Bulgariens. Kiril Schiwarow reichte sein Werk Joueur au Ballon ein, Georgi Karakaschew seine Arbeit Sports Poster. Es ist nicht bekannt in welchen Kategorien bzw. Disziplinen diese Werke eingereicht wurden.
1936 waren drei Maler im Wettbewerb. In der Disziplin Gemälde stellte Nikolai Michajlow sein Werk Bildnis Exzellenz Dr. Theodor Lewald vor. Detschko Usunow reichte seine Arbeiten Winter in Bulgarien und Komposition ein. Die Werke konnten sich nicht platzieren.

### Jugendspiele

#### Jugend-Sommerspiele
Bei der ersten Austragung der Olympischen Jugend-Sommerspiele 2010 in Singapur konnten die bulgarischen Teilnehmer, 21 Jugendliche, davon elf Jungen und zehn Mädchen, insgesamt drei Medaillen gewinnen.
Jugend-Olympiasieger wurden die Gewichtheber Georgi Schikow im Schwergewicht der Jungen und Bojanka Kostowa im Leichtgewicht der Mädchen. Der Leichtathlet George Zonow gewann Bronze im Dreisprung.
Vier Jahre später fanden die Jugend-Sommerspiele in Nanjing statt. Diesmal nahmen 27 Jugendliche, 13 Jungen und 14 Mädchen, teil, die sechs Medaillen, zwei Gold- und vier Silbermedaillen gewannen. Olympiasieger wurden der Gewichtheber Boschidar Andrejew im Mittelgewicht und der Boxer Blagoj Najdenow im Halbschwergewicht. Silber gewann die Gymnastikgruppe der Mädchen sowie der Boxer Duschko Mihajlow im Federgewicht, der griechisch-römische Ringer Kiril Milow im Schwergewicht und die Judoka Betina Temelkowa im Leichtgewicht. Eine weitere Goldmedaille findet keine Berücksichtigung in der bulgarischen Medaillenbilanz, da sie in einer gemischten Mannschaft gewonnen wurde. Die Sportschützin Lidia Nentschewa wurde mit ihrem usbekischen Partner Wladimir Swetschnikow Olympiasiegerin mit der Luftpistole.

#### Jugend-Winterspiele
In Innsbruck fanden 2012 die ersten Jugend-Winterspiele statt. Die bulgarische Mannschaft bestand aus elf Athleten, sieben Jungen und vier Mädchen.
2016 wurden die zweiten Jugend-Winterspiele in Lillehammer durchgeführt. Zwölf jugendliche Bulgaren, sieben Jungen und fünf Mädchen, gingen an den Start. Im Short Track gewann Katrin Manilowa Bronze über 500 Meter. Zwei weitere Bronzemedaillen werden nicht in Bulgariens Medaillenbilanz berücksichtigt, da sie in gemischten Mannschaften gewonnen wurden. Der Snowboarder Walentin Miladinow gewann mit Team 4 Bronze in der Boardercross-Mannschaft. Katrin Manilowa gewann Bronze in der gemischten Staffel Team F.

## Medaillenspiegel

### Olympische Spiele
|                         |    |    |    | Gesamt | Rang |
| ----------------------- | -- | -- | -- | ------ | ---- |
| Olympische Sommerspiele | 51 | 87 | 80 | 218    | 21   |
| Olympische Winterspiele | 1  | 2  | 3  | 6      | 34   |
| Gesamt                  | 52 | 89 | 83 | 224    | 23   |

### Olympische Jugendspiele
|                                |   |   |   | Gesamt | Rang |
| ------------------------------ | - | - | - | ------ | ---- |
| Olympische Jugend-Sommerspiele | 4 | 4 | 1 | 9      | 24   |
| Olympische Jugend-Winterspiele | 0 | 0 | 1 | 1      | 31   |
| Gesamt                         | 4 | 4 | 2 | 10     | 32   |

## Medaillen nach Sportart

### Sommerspiele
| Sportart       | Gold | Silber | Bronze | Gesamt |
| Ringen         | 16   | 32     | 21     | 69     |
| Gewichtheben   | 12   | 17     | 8      | 37     |
| Leichtathletik | 5    | 8      | 6      | 19     |
| Schießen       | 4    | 6      | 6      | 16     |
| Boxen          | 4    | 5      | 9      | 18     |
| Kanusport      | 4    | 5      | 8      | 17     |
| Rudern         | 3    | 4      | 7      | 14     |
| Turnen         | 2    | 4      | 8      | 14     |
| Schwimmen      | 1    | 1      | 1      | 3      |
| Judo           | 0    | 1      | 2      | 3      |
| Ringen         | 3    | 7      | 7      | 17     |
| Basketball     | 0    | 1      | 1      | 2      |
| Fußball        | 0    | 1      | 1      | 2      |
| Volleyball     | 0    | 1      | 1      | 2      |
| Reiten         | 0    | 1      | 0      | 1      |
| Tennis         | 0    | 0      | 1      | 1      |
| Gesamt         | 51   | 87     | 80     | 218    |

### Winterspiele
| Sportart    | Gold | Silber | Bronze | Gesamt |
| Biathlon    | 1    | 0      | 1      | 2      |
| Short Track | 0    | 2      | 1      | 3      |
| Skilanglauf | 0    | 0      | 1      | 1      |
| Gesamt      | 1    | 2      | 3      | 6      |